# Список персонажей телесериала «Очень странные дела»

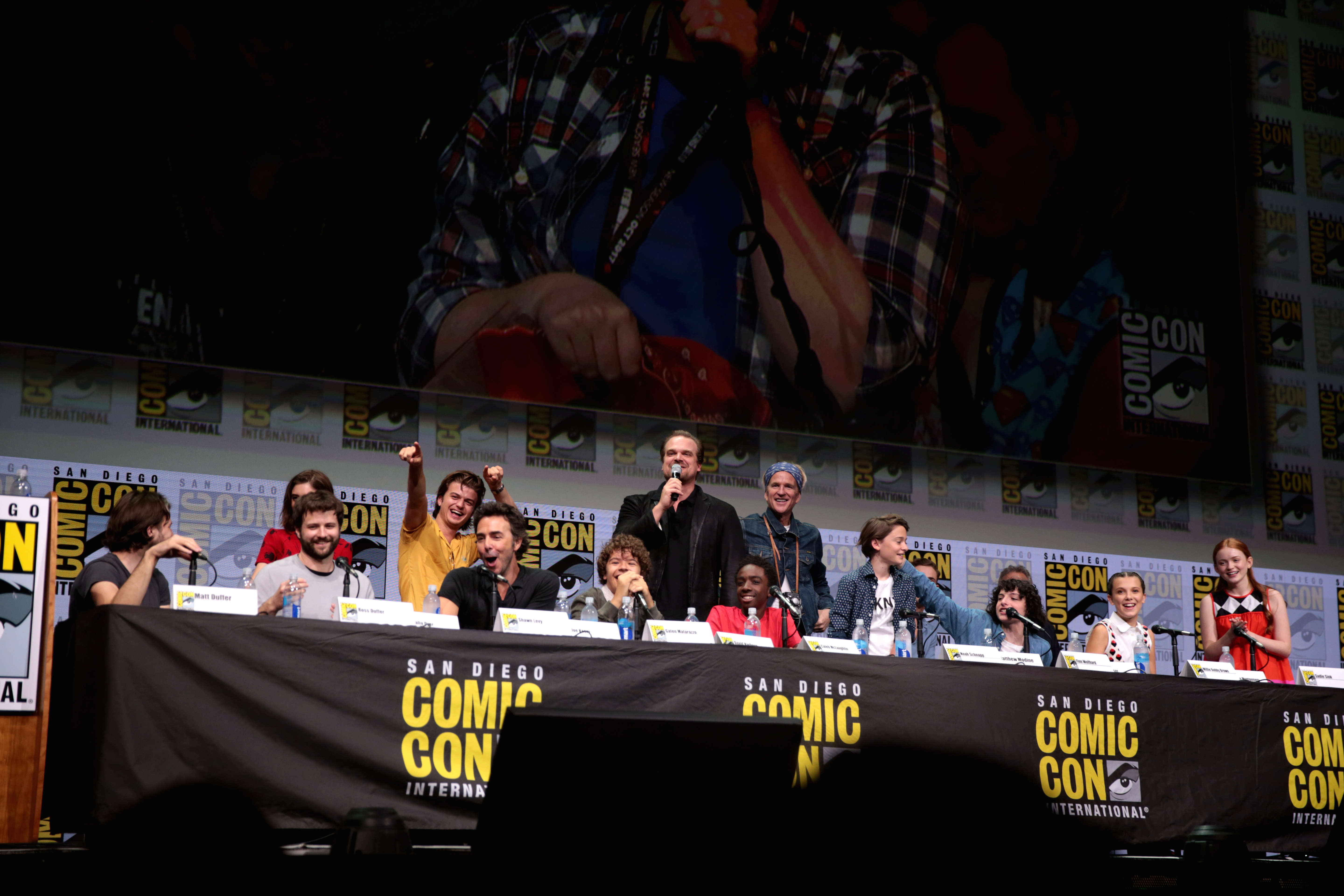
Братья Дафферы и актёрский состав второго сезона «Очень странных дел» на Комик-коне в Сан-Диего в 2017 году

«Очень странные дела» — американский научно-фантастический драматический сериал в жанре ужасов, созданный братьями Даффер для стримингового сервиса Netflix, действие которого происходит в 1980-х годах в вымышленном городе Хоукинс, штат Индиана. Первый сезон, события которого разворачиваются в ноябре 1983 года, посвящён расследованию исчезновения мальчика по имени Уилл Байерс на фоне сверхъестественных событий, происходящих в городе, включая появление девочки Одиннадцать с телекинетическими способностями, которая помогает друзьям Уилла в их собственных поисках. Действие второго сезона, названного «Очень странные дела 2», происходит через год после первого: герои пытаются вернуться к нормальной жизни и сталкиваются с последствиями концовки первого сезона, в Хоукинсе появляются новые жители, такие как Макс Мэйфилд, её сводный брат Билли Харгроув и новый любовный интерес Джойс, Боб. События третьего сезона, «Очень странные дела 3», разворачиваются в начале июля 1985 года перед празднованием Дня независимости и посвящены взрослению героев, которые сталкиваются с новой угрозой. Премьера восьми эпизодов первого сезона состоялась на Netflix 15 июля 2016 года, второй сезон из девяти эпизодов вышел 27 октября 2017 года, а третий сезон из восьми эпизодов — 4 июля 2019 года. Премьера четвёртого сезона состоится в двух частях: первые семь эпизодов — 27 мая 2022 года, оставшиеся два — 1 июля.
В сериале задействовано большое число актёров: Вайнона Райдер, Дэвид Харбор, Финн Вулфхард, Милли Бобби Браун, Гейтен Матараццо, Калеб Маклафлин, Наталия Дайер, Чарли Хитон и Кара Буоно. Ноа Шнапп и Джо Кири исполняли второстепенные роли в первом сезоне сериала, а во втором сезоне вошли в постоянный актёрский состав. Во втором сезоне к сериалу также присоединились Сэди Синк, Дейкр Монтгомери, Шон Эстин и Пол Райзер. Майя Хоук вошла в актёрский состав в третьем сезоне, а Приа Фергюсон после второстепенной роли получила одну из главных. Бретт Гельман появлялся со второстепенной ролью во втором и третьем сезонах, а затем вошёл в постоянный актёрский состав в четвёртом сезоне.
Этот список включает в себя основной актёрский состав сериала, всех актёров второго плана и актёров, исполнивших эпизодические роли.

## Обзор
= Главная роль в сезоне
     = Также в главной роли
     = Второстепенная роль в сезоне
     = Гостевая роль в сезоне
     = Не появляется

### Главные роли
| Актёр                 | Персонаж                  | Появление в сезонах | Появление в сезонах | Появление в сезонах | Появление в сезонах | Появление в сезонах | Появление в сезонах |
| Актёр                 | Персонаж                  | 1                   | 2                   | 3                   | 4                   | Итого               |                     |
| --------------------- | ------------------------- | ------------------- | ------------------- | ------------------- | ------------------- | ------------------- | ------------------- |
| Вайнона Райдер        | Джойс Байерс              | 8                   | 8                   | 8                   | 9                   | 33                  |                     |
| Дэвид Харбор          | Джим Хоппер               | 8                   | 9                   | 8                   | 8                   | 33                  |                     |
| Финн Вулфхард         | Майк Уилер                | 8                   | 9                   | 8                   | 8                   | 33                  |                     |
| Милли Бобби Браун     | Джейн Хоппер /Одиннадцать | 8                   | 8                   | 8                   | 8                   | 32                  |                     |
| Гейтен Матараццо      | Дастин Хендерсон          | 8                   | 8                   | 8                   | 9                   | 33                  |                     |
| Калеб Маклафлин       | Лукас Синклер             | 8                   | 8                   | 8                   | 9                   | 33                  |                     |
| Наталия Дайер         | Нэнси Уилер               | 8                   | 8                   | 8                   | 9                   | 33                  |                     |
| Чарли Хитон           | Джонатан Байерс           | 8                   | 8                   | 8                   | 8                   | 32                  |                     |
| Кара Буоно            | Карен Уилер               | 8                   | 7                   | 6                   | 5                   | 26                  |                     |
| Мэттью Модайн         | Мартин Бреннер            | 8                   | 3                   |                     | 5                   | 16                  |                     |
| Ноа Шнапп             | Уилльям «Уилл» Байерс     | 4                   | 8                   | 8                   | 8                   | 28                  |                     |
| Сэди Синк             | Максин «Макс» Мэйфилд     |                     | 8                   | 8                   | 9                   | 25                  |                     |
| Джо Кири              | Стив Харрингтон           | 8                   | 8                   | 8                   | 9                   | 33                  |                     |
| Дейкр Монтгомери      | Билли Харгроув            |                     | 8                   | 8                   | 1                   | 17                  |                     |
| Шон Эстин             | Роберт «Боб» Ньюби        |                     | 6                   | 1                   |                     | 7                   |                     |
| Пол Райзер            | Сэмюэл «Сэм» Оуэнс        |                     | 8                   | 1                   | 5                   | 14                  |                     |
| Майя Хоук             | Робин Бакли               |                     |                     | 8                   | 9                   | 17                  |                     |
| Приа Фергюсон         | Эрика Синклер             |                     | 4                   | 8                   | 6                   | 18                  |                     |
| Бретт Гельман         | Мюррей Бауман             |                     | 4                   | 4                   | 8                   | 16                  |                     |
| Джейми Кэмпбелл Бауэр | Векна                     |                     |                     |                     | 9                   | 9                   |                     |
| Эдуардо Франко        | Аргайл                    |                     |                     |                     | 8                   | 8                   |                     |
| Джозеф Куинн          | Эдди Мансон               |                     |                     |                     | 8                   | 8                   |                     |
| Всего эпизодов        | Всего эпизодов            | 8                   | 9                   | 8                   | 9                   | 34                  |                     |

### Повторяющиеся роли
| Актёр                         | Персонаж          | Появление в сезонах | Появление в сезонах | Появление в сезонах | Появление в сезонах | Появление в сезонах | Появление в сезонах |
| Актёр                         | Персонаж          | 1                   | 2                   | 3                   | 4                   | Итого               |                     |
| ----------------------------- | ----------------- | ------------------- | ------------------- | ------------------- | ------------------- | ------------------- | ------------------- |
| Джо Крест                     | Тед Уилер         | 7                   | 5                   | 3                   | 5                   | 20                  |                     |
| Эннистон Прайс и Тинсли Прайс | Холли Уилер       | 5                   | 3                   | 3                   | 5                   | 16                  |                     |
| Рэнди Хевенс                  | Скотт Кларк       | 6                   | 4                   | 1                   |                     | 11                  |                     |
| Роб Морган                    | Кэлвин Пауэлл     | 8                   | 3                   | 1                   | 4                   | 16                  |                     |
| Джон Пол Рейнольдс            | Фил Каллахан      | 8                   | 3                   | 2                   | 4                   | 17                  |                     |
| Сьюзан Шалхуб Ларкин          | Флоренс           | 4                   | 2                   |                     |                     | 6                   |                     |
| Шеннон Пёрсер                 | Барбара Холланд   | 4                   |                     |                     |                     | 4                   |                     |
| Росс Партридж                 | Лонни Байерс      | 4                   |                     |                     |                     | 4                   |                     |
| Кэтрин Дайер                  | Конни Фрейзер     | 5                   |                     |                     |                     | 5                   |                     |
| Тобиаш Элинек                 | Главный агент     | 6                   |                     |                     |                     | 6                   |                     |
| Кейд Джонс                    | Джеймс Данте      | 4                   |                     |                     |                     | 4                   |                     |
| Пейтон Уич                    | Трой Уолш         | 5                   |                     |                     |                     | 5                   |                     |
| Честер Рашинг                 | Томми Хаган       | 4                   | 3                   |                     |                     | 7                   |                     |
| Челси Толмедж                 | Кэрол Перкинс     | 4                   | 2                   |                     |                     | 6                   |                     |
| Эйми Маллинз                  | Терри Айвз        | 1                   | 3                   |                     |                     | 4                   |                     |
| Кэтрин Кёртин                 | Клаудия Хендерсон | 1                   | 6                   | 1                   | 4                   | 12                  |                     |
| Линни Бертелсен               | Кали / Восемь     |                     | 3                   |                     |                     | 3                   |                     |
| Дженнифер Маршалл             | Сьюзен Харгроув   |                     | 6                   |                     | 3                   | 9                   |                     |
| Алек Утгофф                   | Алексей Смирнов   |                     |                     | 4                   |                     | 4                   |                     |
| Андрей Ивченко                | Григорий          |                     |                     | 7                   |                     | 7                   |                     |
| Майкл Парк                    | Том Холлоуэй      |                     |                     | 5                   |                     | 5                   |                     |
| Франческа Рил                 | Хизер Холлоуэй    |                     |                     | 6                   |                     | 6                   |                     |
| Джейк Бьюзи                   | Брюс Лоу          |                     |                     | 5                   |                     | 5                   |                     |
| Кэри Элвес                    | Ларри Клайн       |                     |                     | 5                   |                     | 5                   |                     |
| Пегги Майли                   | Дорис Дрисколл    |                     |                     | 4                   |                     | 4                   |                     |
| Мейсон Дай                    | Джейсон Карвер    |                     |                     |                     | 8                   | 8                   |                     |
| Майлз Труитт                  | Патрик МакКинни   |                     |                     |                     | 4                   | 4                   |                     |
| Шерман Огастес                | Джек Салливан     |                     |                     |                     | 6                   | 6                   |                     |
| Том Влашиха                   | Дмитрий Антонов   |                     |                     |                     | 8                   | 8                   |                     |
| Вайдотас Мартинайтис          | Мельников         |                     |                     |                     | 5                   | 5                   |                     |
| Никола Джуричко               | Юрий Измайлов     |                     |                     |                     | 6                   | 6                   |                     |
| Николай Николаев              | Иван              |                     |                     |                     | 4                   | 4                   |                     |
| Павел Лычников                | Олег              |                     |                     |                     | 3                   | 3                   |                     |
| Всего эпизодов                | Всего эпизодов    | 8                   | 9                   | 8                   | 9                   | 34                  |                     |

## Основные персонажи

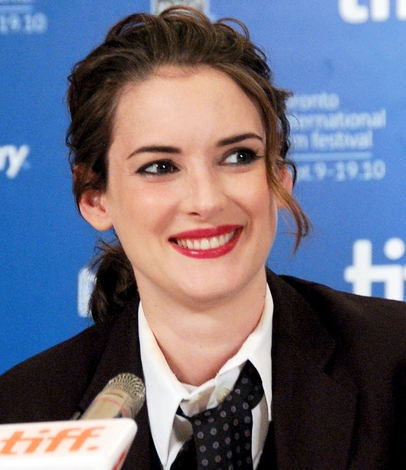
Вайнона Райдер
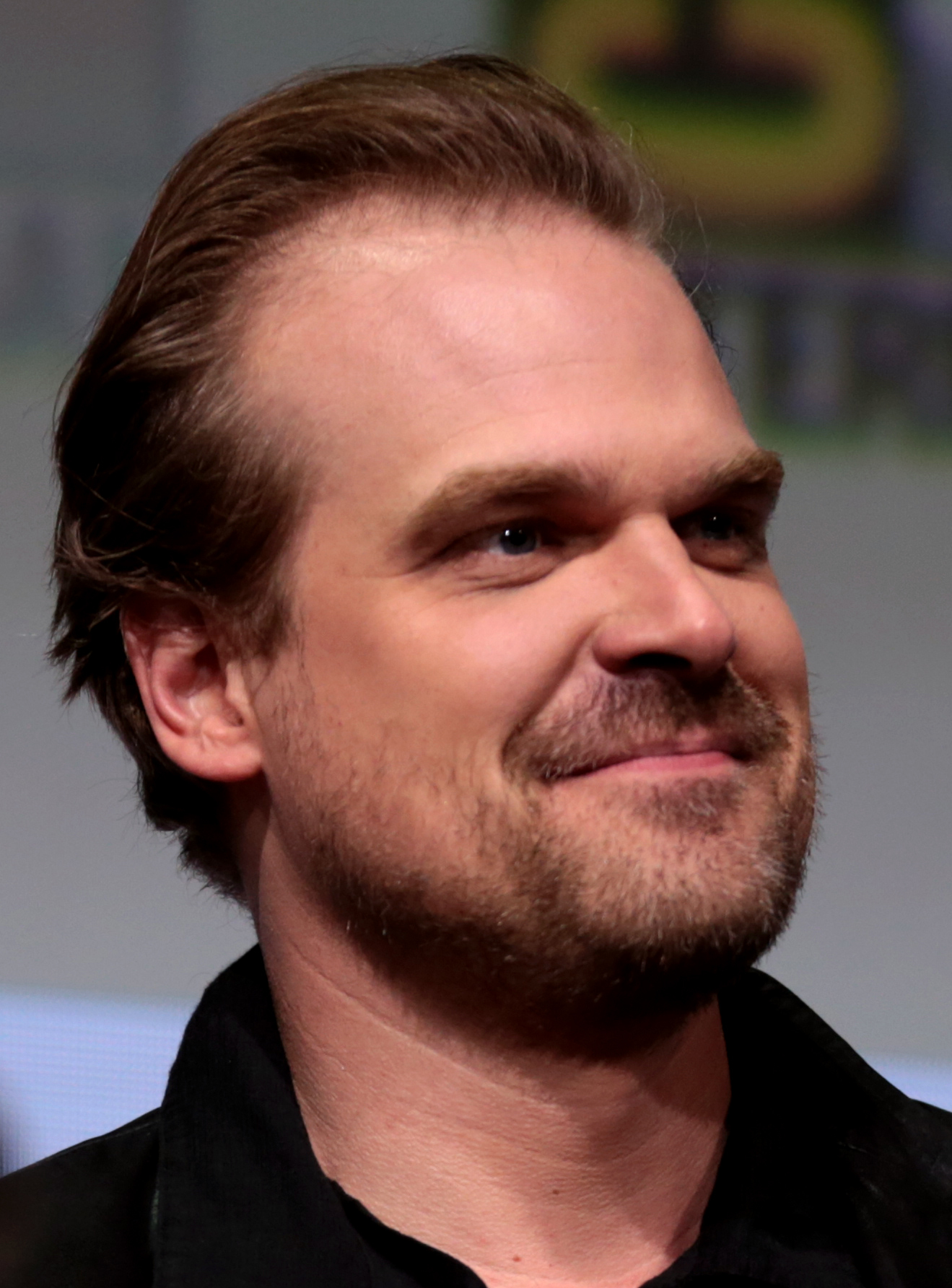
Дэвид Харбор
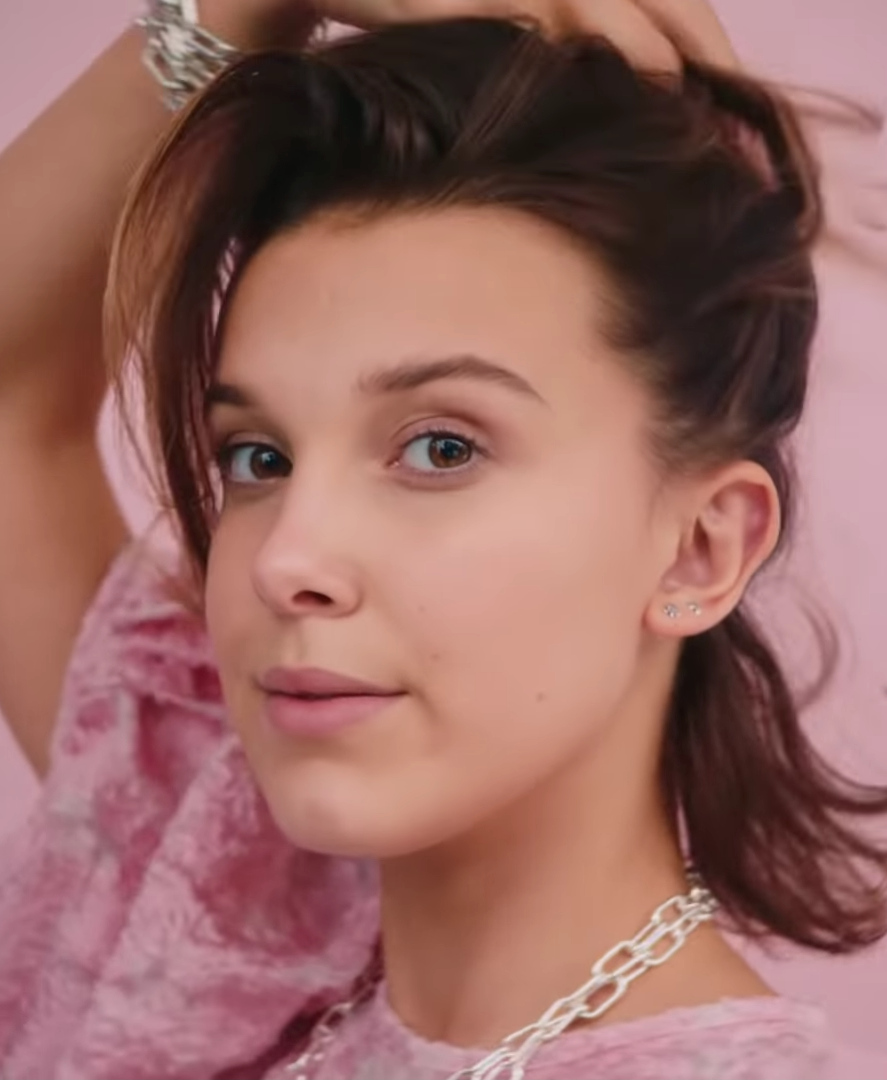
Милли Бобби Браун
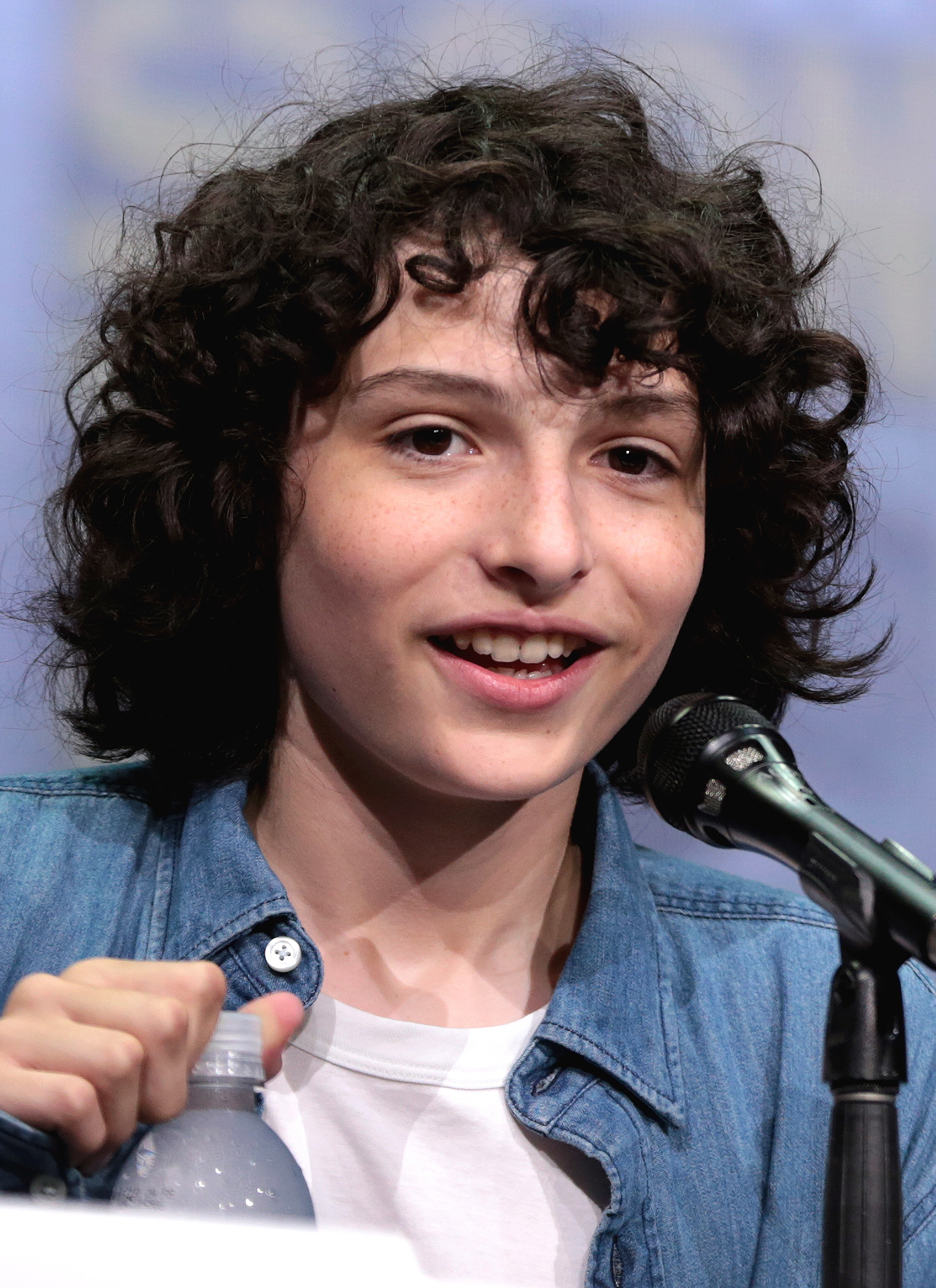
Финн Вулфхард
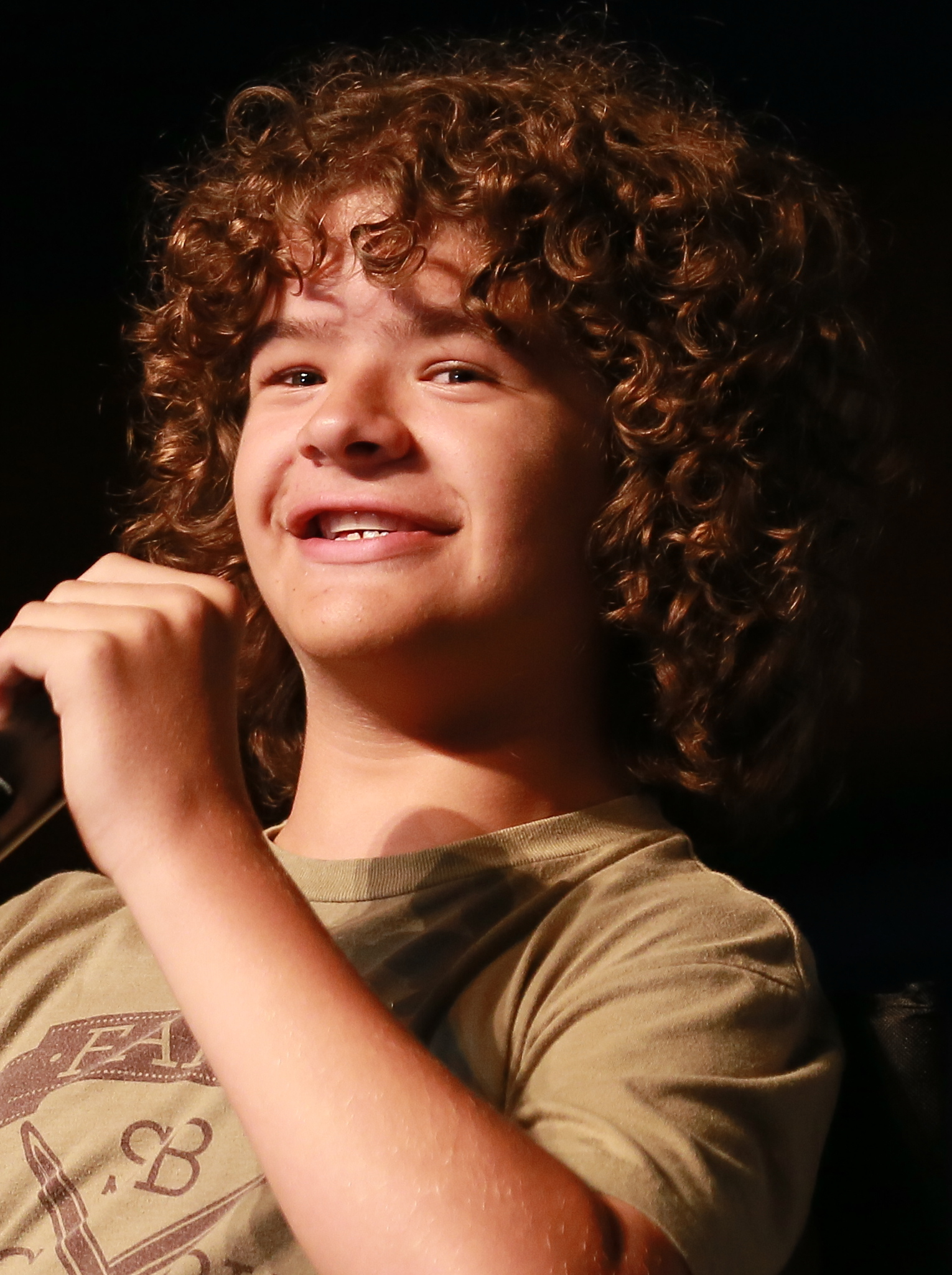
Гейтен Матараццо
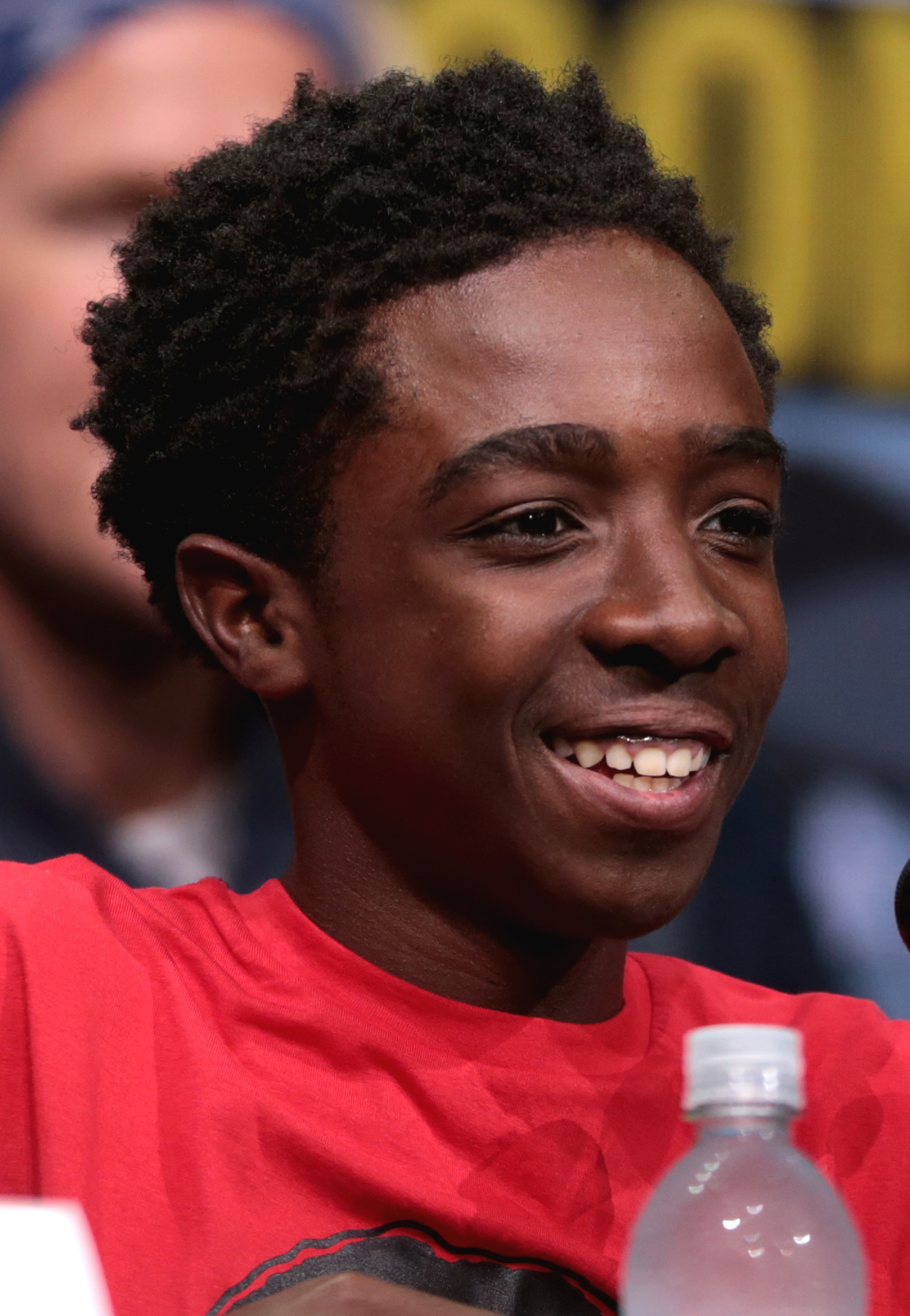
Калеб Маклафлин
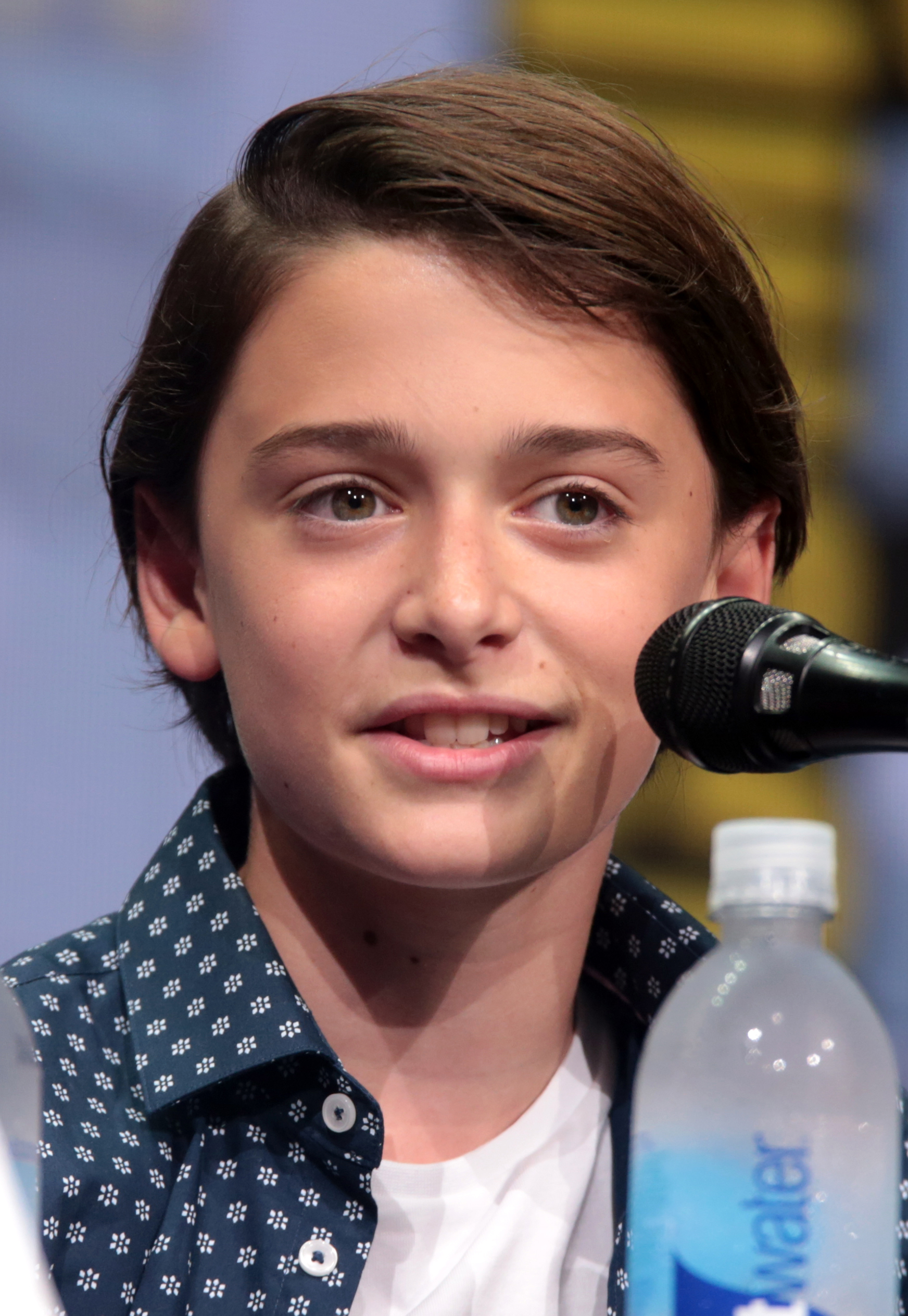
Ноа Шнапп
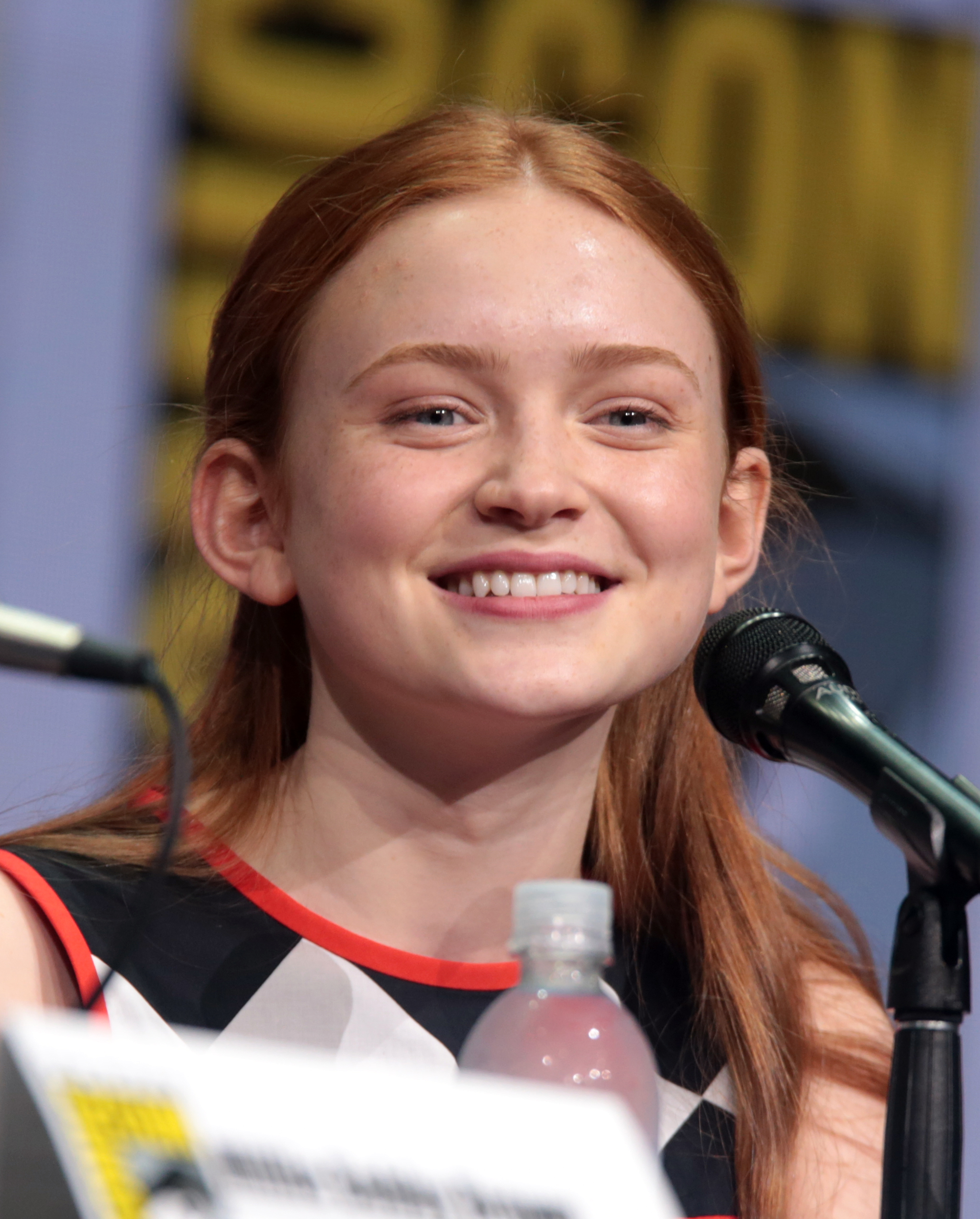
Сэди Синк

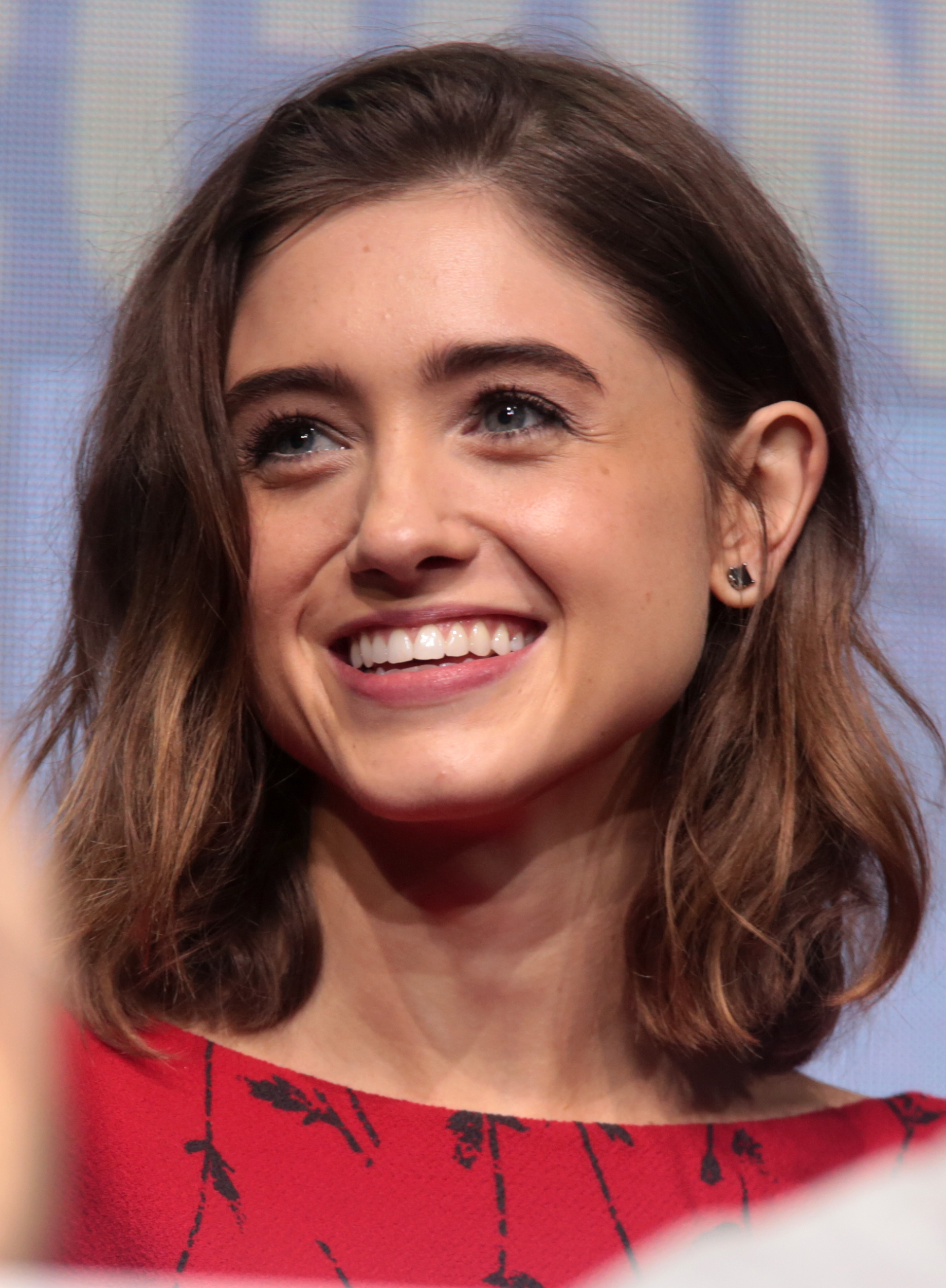
Наталия Дайер
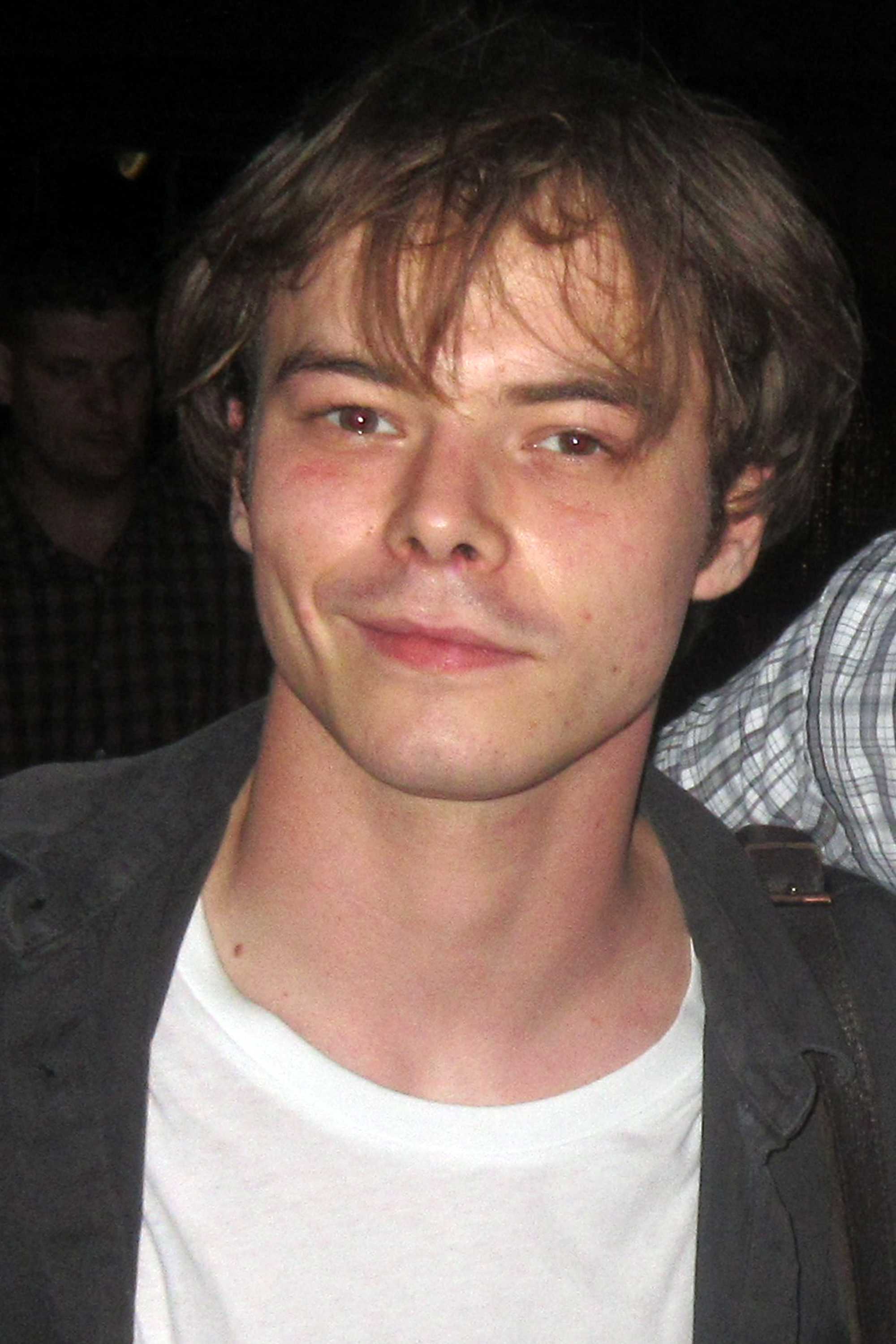
Чарли Хитон
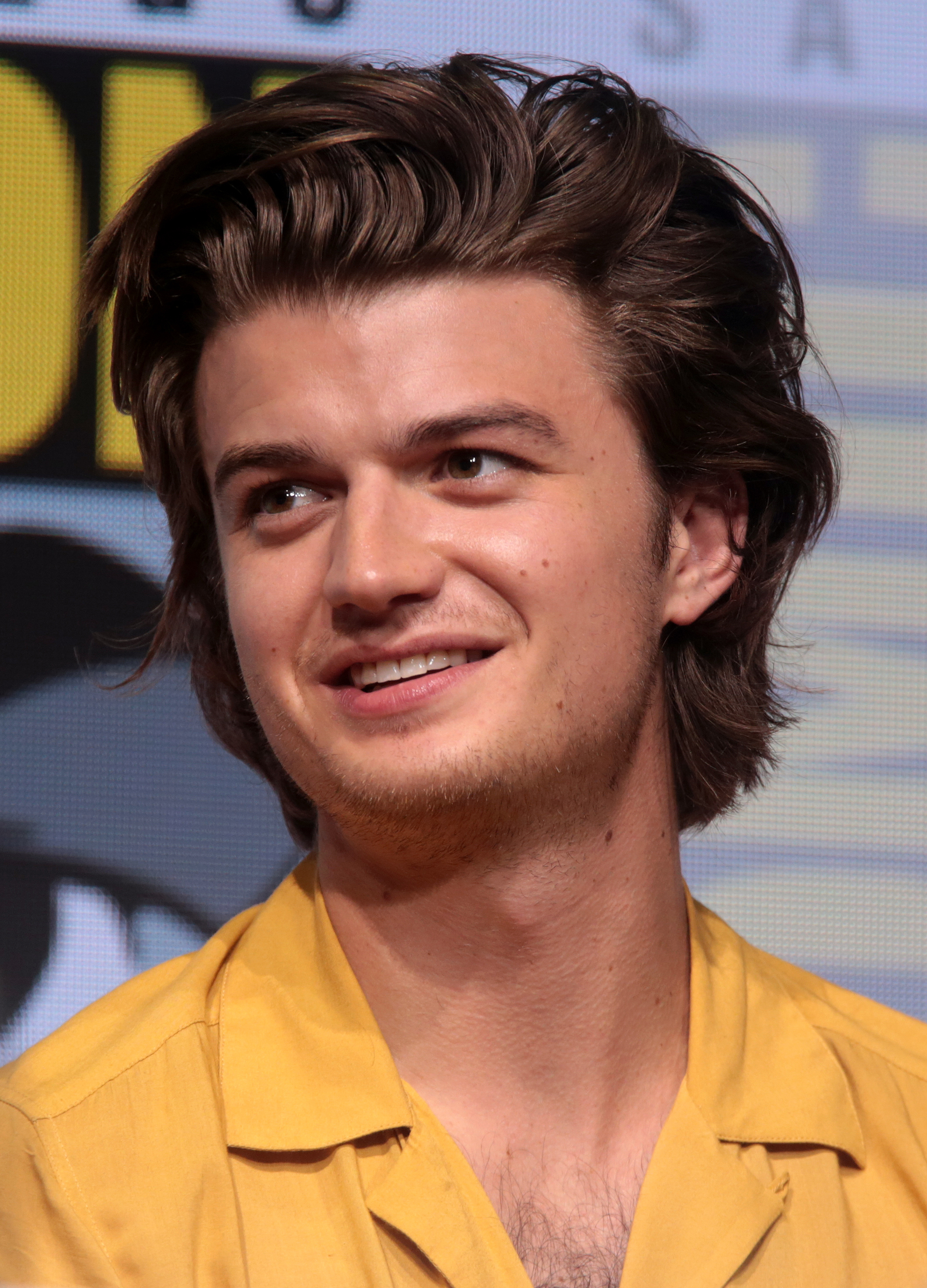
Джо Кири
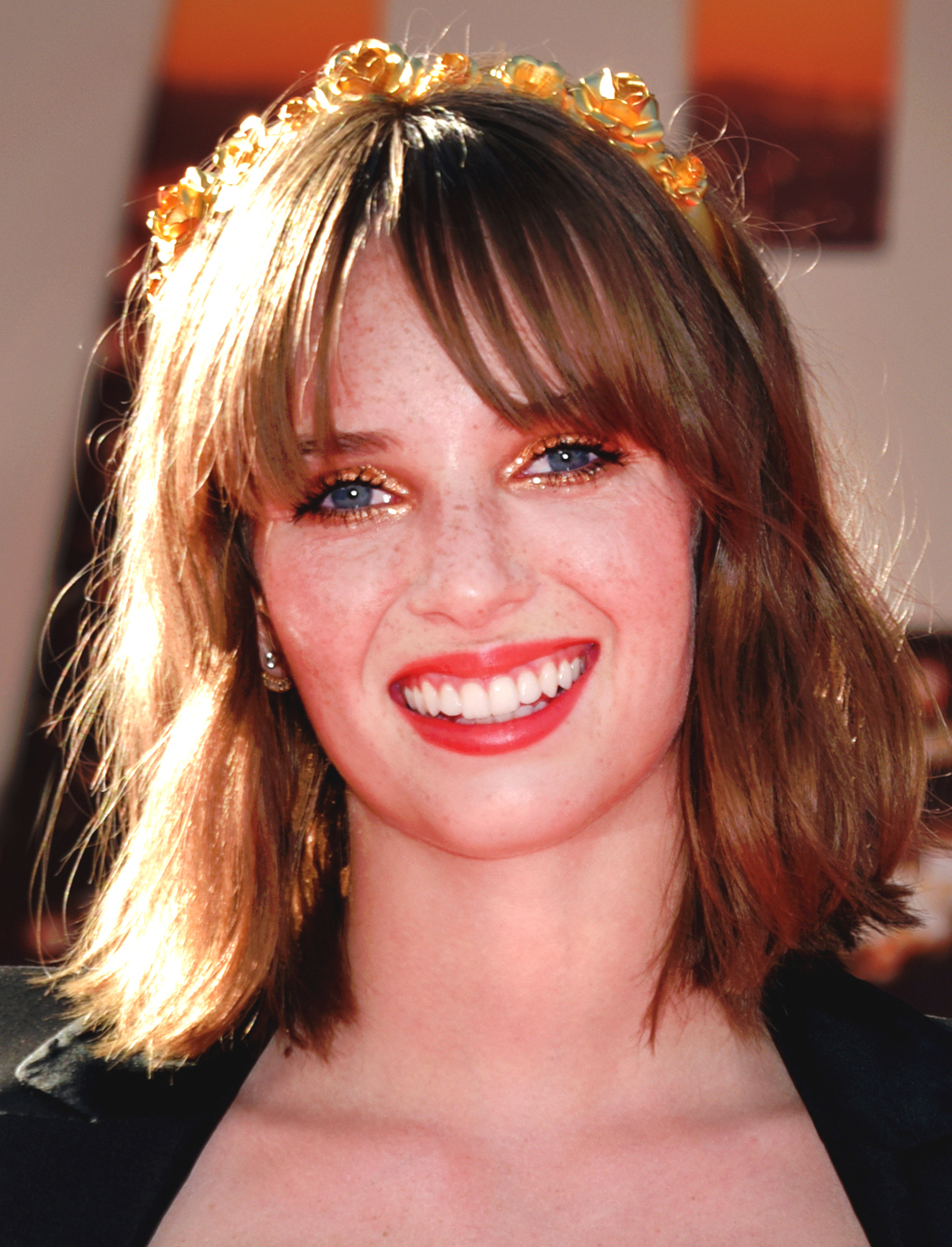
Майя Хоук
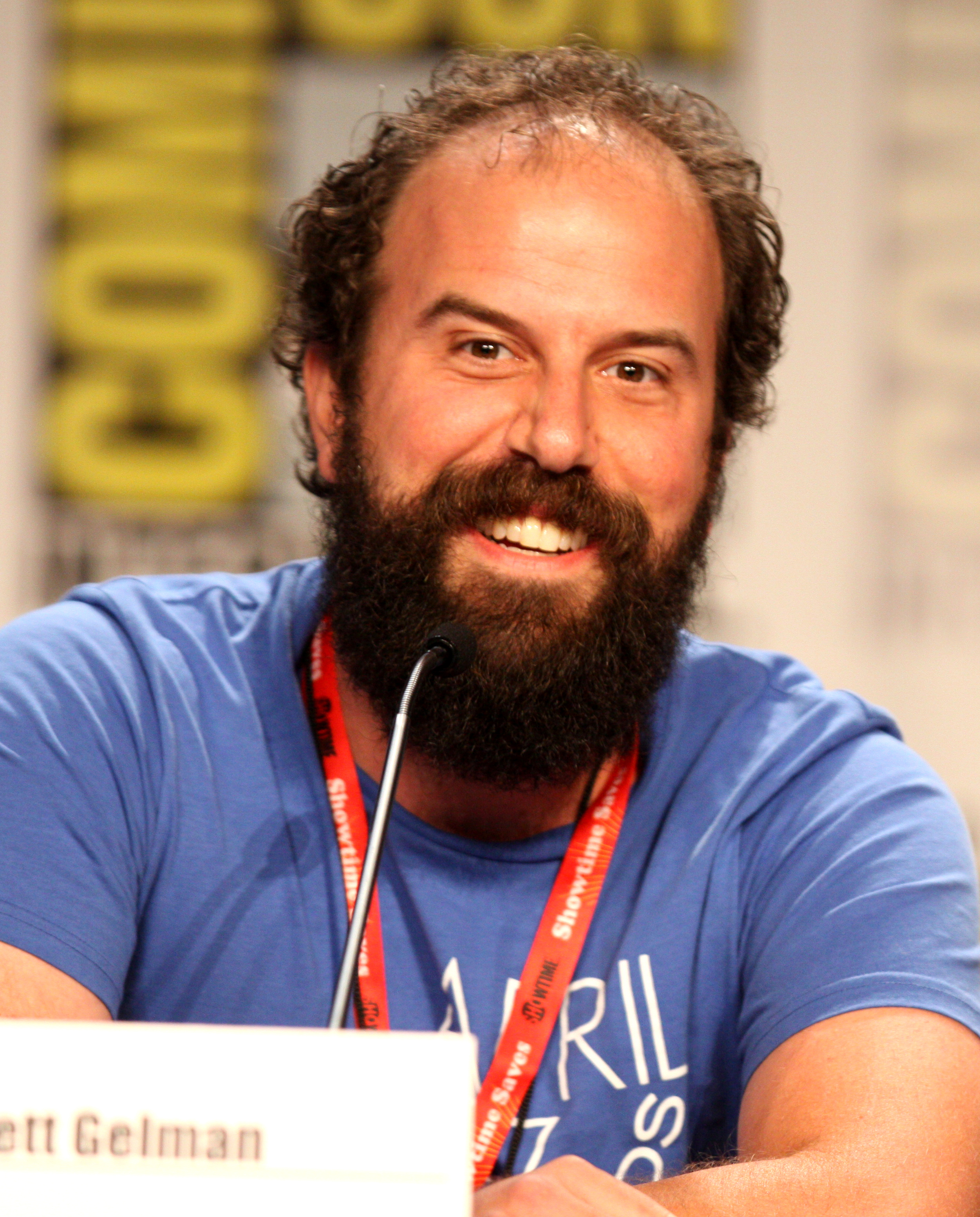
Бретт Гельман
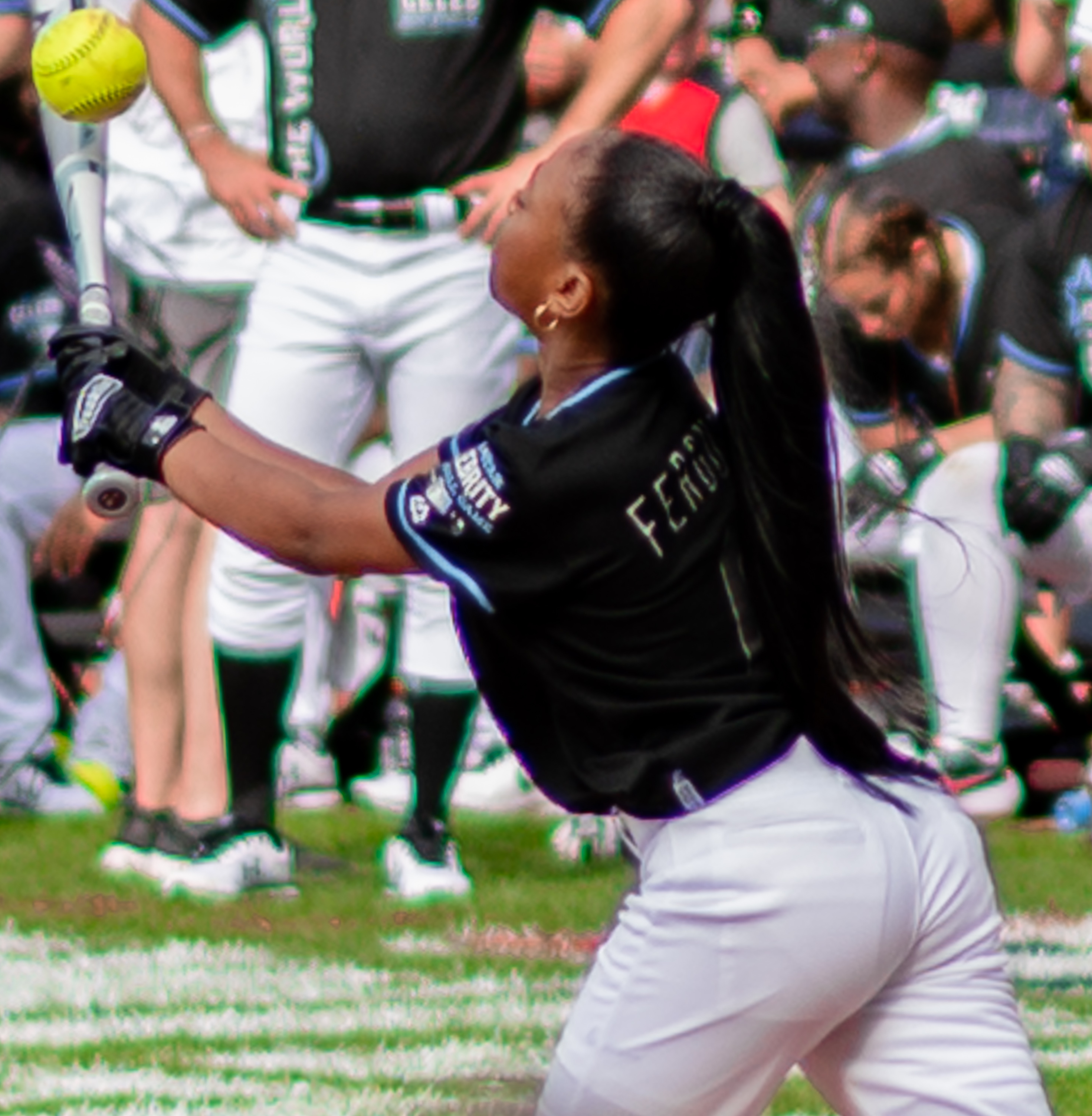
Приа Фергюсон
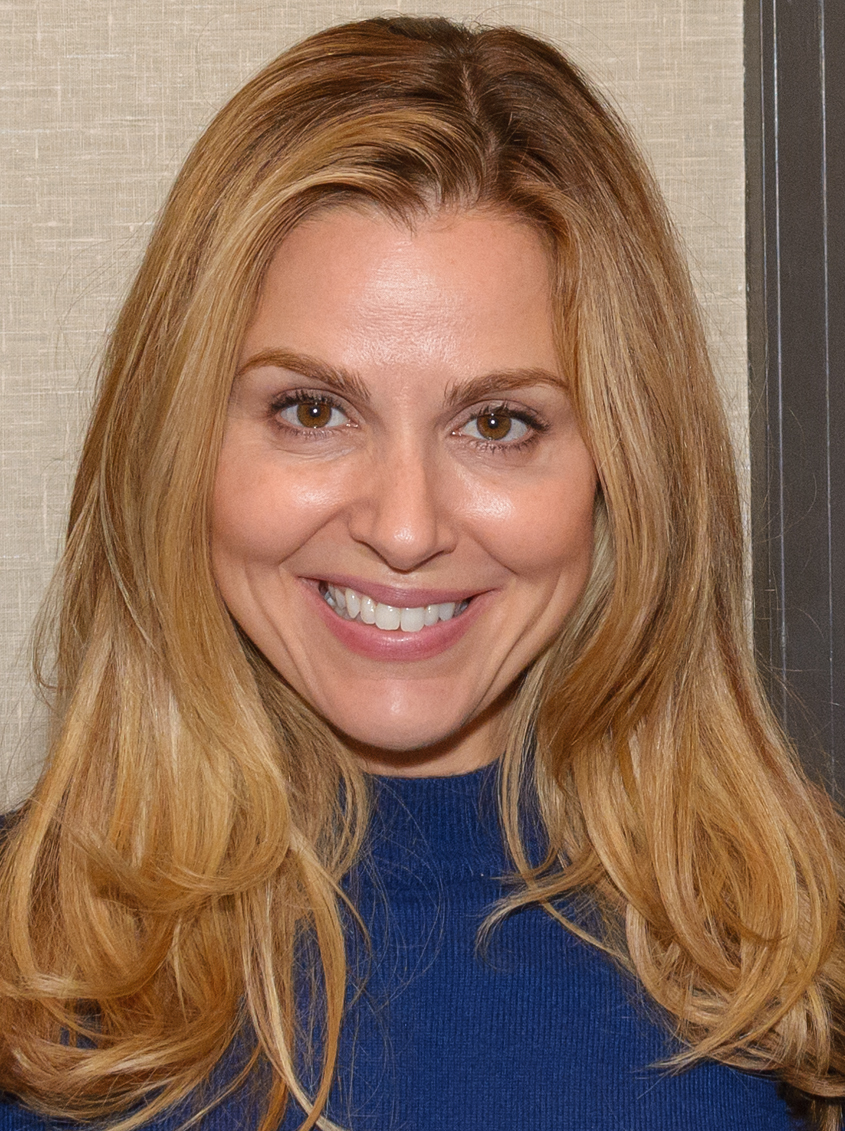
Кара Буоно
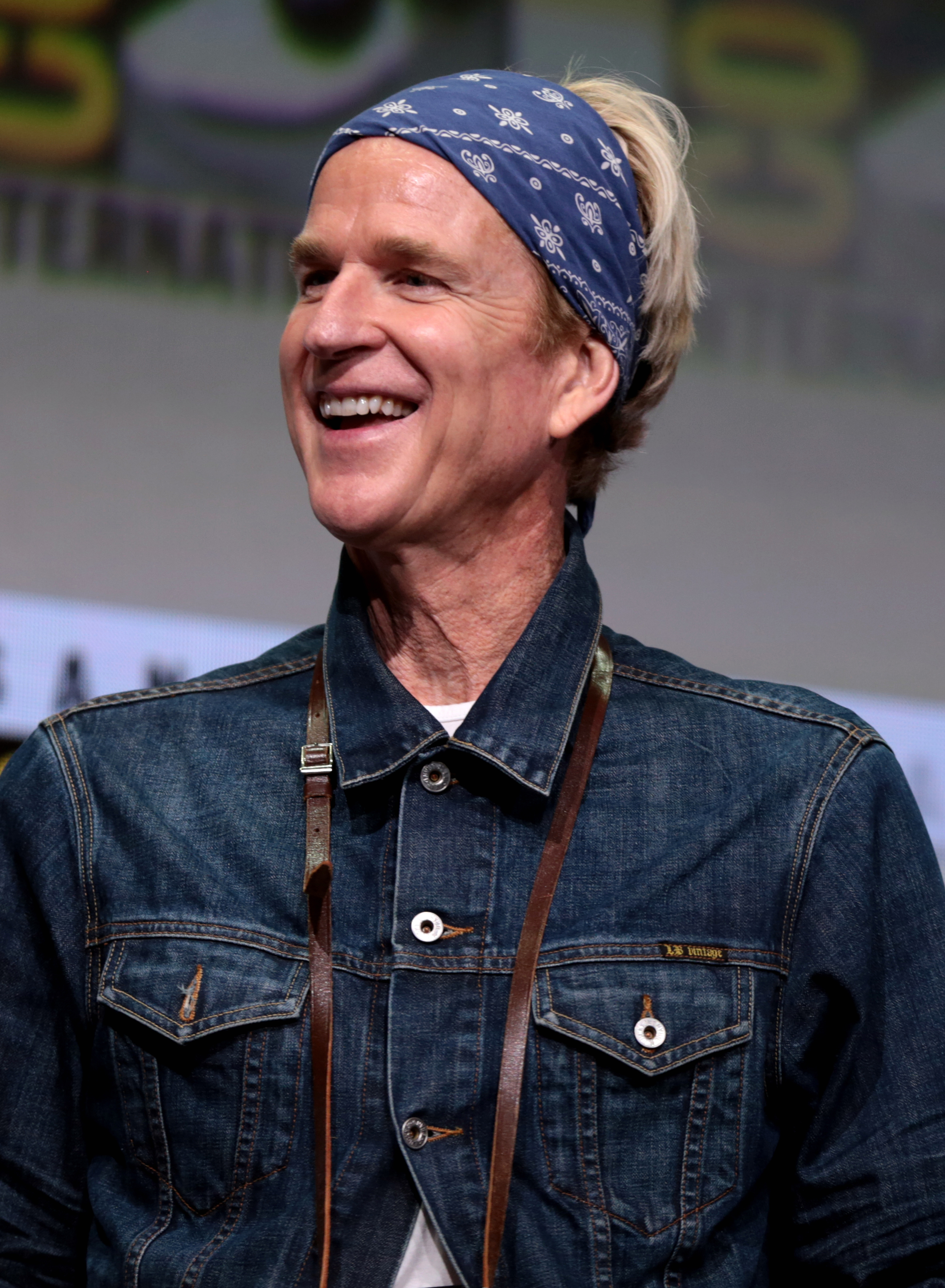
Мэттью Модайн
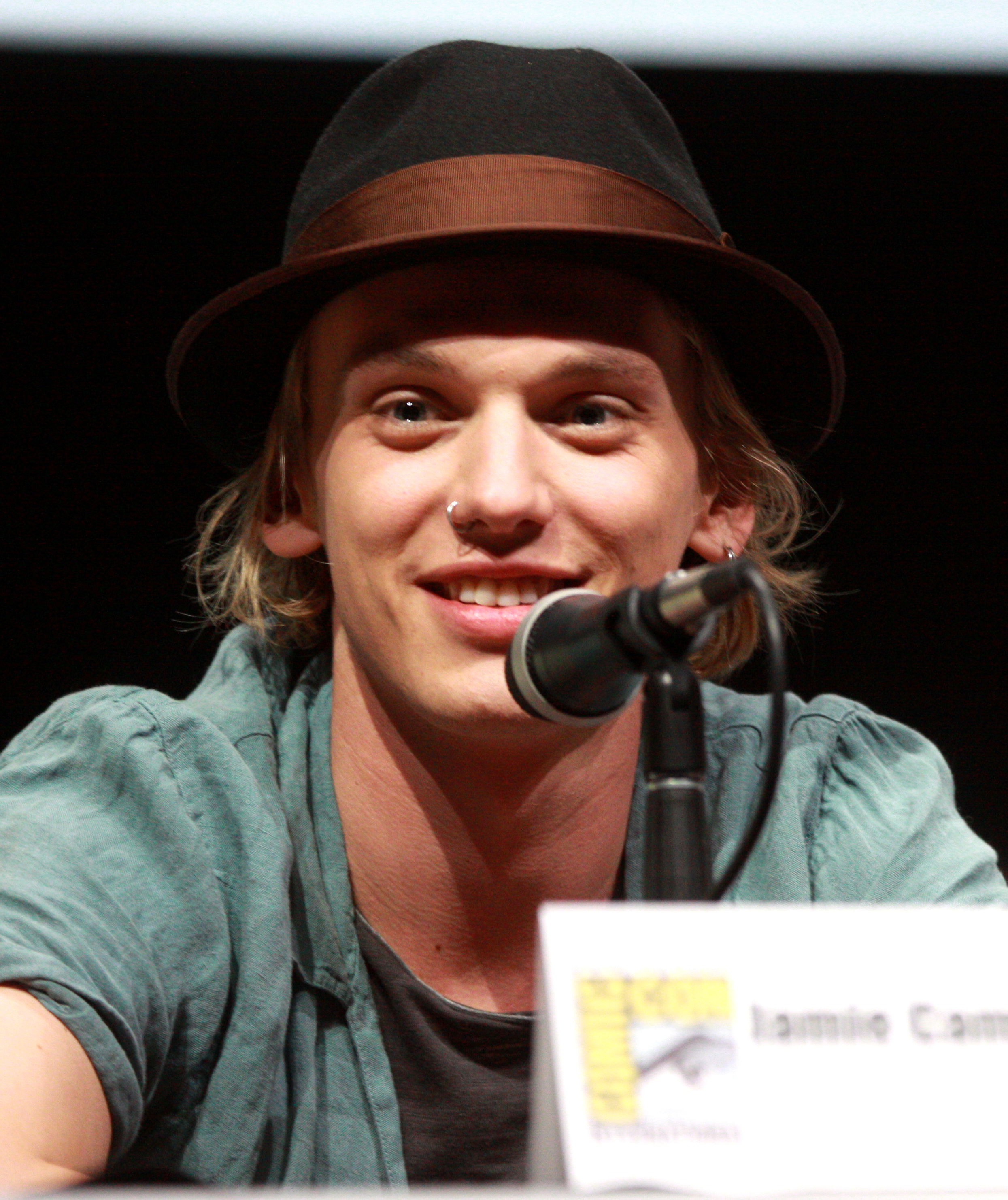
Джейми Кэмпбелл Бауэр

### Джойс Байерс
Джойс Байерс (актриса — Вайнона Райдер) — мать Уилла и Джонатана Байерсов, бывшая жена Лонни Байерса. Джойс — очень заботливая и волевая женщина, которая работает продавцом в универсальном магазине Мелвальда в центре Хоукинса. С мужем развелась из-за его проблем с алкоголем и его измен. Она выросла в Хоукинсе и училась в средней школе вместе с будущим шефом полиции Джимом Хоппером и её будущим любовным интересом из второго сезона Бобом Ньюби (которого позже убил демогоргон). Джойс — единственная, кто после исчезновения Уилла настаивает на том, что он жив. В течение второго сезона Джойс учится жить с последствиями контакта её сына с «Изнанкой». В третьем сезоне она планирует продать свой дом и переехать из Хоукинса, к большому разочарованию Хоппера, который пытается убедить её пойти с ним на свидание. Вместе с Хоппером она раскрывает существование советской лаборатории прямо под Хоукинсом. В финале третьего сезона Джойс закрывает портал в «Изнанку», но от взрыва погибает Хоппер. Через три месяца после предполагаемой гибели Джима, Джойс вместе с сыновьями и вновь осиротевшей Одиннадцать переезжает из Хоукинса. В четвёртом сезоне Джойс получает записку от Хоппера и узнаёт, что он находится в советской тюрьме на Камчатке. Вместе с Мюрреем она едет туда и в итоге спасает Хоппера из тюрьмы, возвращаясь вместе с ним в Хоукинс.

### Джим Хоппер
Джеймс «Джим» Хоппер (актёр — Дэвид Харбор) по прозвищу «Хоп» — шеф полиции Хоукинса. Хоппер прожил в Хоукинсе почти всю свою жизнь, учась в средней школе вместе с Джойс и Бобом. Хоппер развёлся с женой после того, как его маленькая дочь Сара умерла от рака, из-за чего он стал страдать алкоголизмом. В конце концов, он становится более ответственным, спасая Уилла от Демогоргона, а также удочеряя Одиннадцать. В третьем сезоне он пытается разлучить Одиннадцать и Майка, так как, по его мнению, их отношения развиваются слишком быстро, но потом смягчился. Джойс снова вовлекает его в сверхъествественное расследование, которое приводит их к раскрытию русского заговора. Хоппер якобы погибает из-за взрыва портала в конце третьего сезона. В четвёртом сезоне выяснилось, что он выжил и попал в плен, после жёстких допросов его отправили в тюрьму на Камчатку. Проведя там почти год, Хоппер сильно похудел. В финале сезона был спасён Джойс и Мюрреем из тюрьмы и воссоединился со своей дочкой Одиннадцатой.

### Майк Уилер
Майкл «Майк» Уилер (актёр — Финн Вулфхард) — сын Карен и Теда, младший брат Нэнси и старший брат Холли, дружит с Лукасом, Дастином и Уиллом. Майк — умный и добросовестный ученик, который предан своим друзьям. После исчезновения Уилла, Майк вместе с Лукасом и Дастином самостоятельно занимается поисками друга. В поисках им помогает найденная девочка Одиннадцать (или Оди, как предпочитают называть её Майк и его друзья). Со временем у Майка развиваются чувства к Одиннадцать. В конце второго сезона на Снежном балу Майк и Оди целуются. На протяжении третьего сезона Майк и Одиннадцать пытаются разобраться в чувствах друг к другу и справиться с угрозой Истязателя Разума, проникшего в реальный мир. После убийства Истязателя и гибели Хоппера Майк прощается с Одиннадцать, которая вместе с Байерсами переезжает из Хоукинса. В 4 сезоне они с Одиннадцать воссоединились.

### Одиннадцать
Одиннадцать (актриса — Милли Бобби Браун), при рождении — Джейн Айвз, дочь Терри Айвз, выросшая в лаборатории Хоукинса, где учёные экспериментировали над ней до начала событий первого сезона. Одиннадцать обладает телекинетическими и телепатическими способностями, которые позволяют ей управлять вещами с помощью разума. Она сбежала из лаборатории и подружилась с Майком, Уиллом, Дастином и Лукасом. В конце первого сезона она убивает Демогоргона и Майк считает её погибшей. Однако в лесу Хоукинса её находит Джим Хоппер, с которым Одиннадцать сближается на протяжении второго сезона, в финале которого Хоппер удочеряет её и даёт имя Джейн Хоппер. В третьем сезоне Оди встречается с Майком и противостоит Истязателю Разума, который вновь вырвался из «Изнанки». После вероятной гибели Хоппера во время взрыва портала Одиннадцать признаётся Майку в своих чувствах к нему и вместе с семьёй Байерс уезжает из Хоукинса. В 4 сезоне Майк и Джейн воссоединились.

### Дастин Хендерсон
Дастин Хендерсон (актёр — Гейтен Матараццо) — друг Майка, Уилла и Лукаса, очень умный и прилежный ученик, который из-за ключично-черепной дисплазии сильно шепелявит. Изначально он влюблён в Нэнси Уилер. Во втором сезоне Дастин и Лукас испытывают чувства к Макс, которая в итоге выбирает Лукаса. Также во втором сезоне развивается дружба Дастина и Стива Харрингтона. Перед событиями третьего сезона Дастин проводит месяц в научном лагере, где встречает свою подругу Сьюзи. Пытаясь связаться со Сьюзи, Дастин случайно перехватывает зашифрованное русское послание. Вместе со Стивом и его подругой Робин, Дастин декодирует послание и узнаёт о существовании секретной советской лаборатории под Хоукинсом.

### Лукас Синклер
Лукас Чарльз Синклер (актёр — Калеб Маклафлин) — друг Майка, Уилла и Дастина; у него сложные отношения со своей младшей сестрой Эрикой. Лукас поначалу настороженно относится к Одиннадцать, но позже заводит с ней дружбу. Во втором сезоне начинает испытывать чувства к новой ученице школы Макс, которая соглашается встречаться с ним в конце сезона. Лукас искусно стреляет из рогатки.

### Нэнси Уилер
Нэнси Уилер (актриса — Наталия Дайер) — дочь Карен и Теда, старшая сестра Майка и Холли. Поначалу Нэнси была чем-то вроде изгоя в школе, пока популярный ученик Стив Харрингтон не заинтересовался ею. Их отношения длятся до начала второго сезона, в котором они и расстались. Нэнси начинает встречаться с Джонатаном Байерсом после небольшого наставления от любителя теорий заговора Мюррея Баумана. Нэнси очень хорошо владеет огнестрельным оружием, несмотря на отсутствие подготовки или практики: она стреляла из пистолета, револьвера, винтовки и дробовика. В третьем сезоне Нэнси и Джонатан работают стажёрами в газете «Hawkins Post», где Нэнси подвергается сексистским придиркам со стороны своих начальников-мужчин. В конце концов её и Джонатана увольняют за написание статьи вопреки желанию главного редактора, но Нэнси продолжает расследовать это дело, что приводит к раскрытию появления Истязателя Разума в реальном мире и его армии. В четвёртом сезоне активно принимала участие в уничтожении Генри (Векны) который берёт Нэнси в плен и заставляет вспомнить прошлое.

### Джонатан Байерс
Джонатан Байерс (актёр — Чарли Хитон) — сын Джойс Байерс и старший брат Уилла, тихий школьный аутсайдер. Он начинающий фотограф и очень близок со своей матерью и братом. Джонатан становится моральной опорой Джойс после исчезновения Уилла. В конце второго сезона Джонатан начинает встречаться с Нэнси Уилер. В третьем сезоне вместе с Нэнси он работает стажёром в газете «Hawkins Post», но в конце концов их увольняет главный редактор из-за упёртости Нэнси. После окончательной победы над Истязателем Разума в конце третьего сезона вместе с матерью, братом и Одиннадцать он покидает Хоукинс. В четвёртом сезоне Джонатан выглядит сильно потрёпанным, он пристрастился к наркотикам и сильно замкнулся в себе, в результате сильно отдалился от Нэнси, но чудом смог сохранить отношения с ней. В финале сезона вернулся с семьёй в Хоукинс, воссоединился с Нэнси и наконец-то пришёл в норму.

### Карен Уилер
Карен Уилер (актриса — Кара Буоно) — мать Нэнси, Майка и малышки Холли, а также жена Теда. Она любящая мать, которая по большей части ничего не знает о том, чем занимаются её дети. В конце второго сезона и начале третьего из-за застоя в семейной жизни Карен увлекается Билли Харгроувом, но в конечном счёте решает не поддаваться этим чувствам. После увольнения Нэнси из местной газеты Карен подбадривает свою дочь и призывает её продолжать работу над историей об Истязателе.

### Мартин Бреннер
Мартин Бреннер (актёр — Мэттью Модайн) — главный учёный лаборатории Хоукинса и руководитель проводимых там экспериментов. Он бессердечный и манипулирующий учёный, похитивший Одиннадцать у её матери, которую позже подвергнул электрошоковой терапии, чтобы разрушить разум женщины. Затем Бреннер подверг Одиннадцать многочисленным экспериментам (проект «ИНДИГО»), во время которых девочка открыла портал в «Изнанку», после чего сбежала. Вместе со своей командой Бреннер охотится за ней по всему Хоукинсу, скрывая действия Демогоргона, которого они неосознанно выпустили на свободу. По всей видимости, Демогоргон убил Бреннера в финале первого сезона, хотя бывший работник лаборатории по имени Рэй во втором сезоне утверждал, что Бреннер всё ещё жив. Как выяснилось, он выжил и в четвёртом сезоне его вынуждено привлекли к работе по восстановлению способностей Одиннадцать. После возвращения её способностей, он попытался сбежать, выкрав её, но его расстрелял снайпер.

### Уилл Байерс
Уильям «Уилл» Байерс (актёр — Ноа Шнапп) — сын Джойс Байерс и младший брат Джонатана, застенчивый, добрый и часто робкий мальчик. Его дружеское прозвище — «Уилл Премудрый». В ноябре 1983 года Уилл исчез после встречи с монстром, который сбежал через разлом в «Изнанке», альтернативном измерении, открытым учёными лаборатории Хоукинса. В течение второго сезона Истязатель Разума постепенно забирает контроль над разумом и телом Уилла, но в финале сезона Джойс, Джонатан и Нэнси освобождают Уилла. На протяжении третьего сезона Уилл борется с чувством лишнего в компании; его остаточная связь с Истязателем помогает друзьям понимать, когда Истязатель просыпается. В конце третьего сезона Уилл вместе с матерью, братом и Одиннадцать уезжает из Хоукинса. На протяжении четвёртого сезона Уилл помогает Майку восстанавливать отношения с Оди, тем самым раскрывая что влюблён в него.

### Макс Мэйфилд
Максин «Макс» Мэйфилд (актриса — Сэди Синк) — младшая сводная сестра Билли, заядлая скейтбордистка и бунтарка, которая привлекает внимание Лукаса. Она называет себя «зумером» компании. Макс часто ссорится со сводным братом Билли и становится жертвой его агрессивного и жестокого поведения. В финале второго сезона она начинает встречаться с Лукасом. В третьем сезоне Макс становится лучшей подругой Одиннадцать и помогает принимать ей важные жизненные решения и изучать внешний мир. Макс — серьёзная поклонница Чудо-женщины. В конце третьего сезона на её глазах погиб Билли, это отразилось на состоянии Макс. В четвёртом сезоне была искалечена Векной (послужив четвёртой жертвой для открытия разломов в Хоукинс) и впала в кому; лишь благодаря вмешательству Оди её сердце запустилось заново после клинической смерти.

### Стив Харрингтон
Стив Харрингтон (актёр — Джо Кири) — популярный ученик школы Хоукинса. В начале первого сезона Стив начинает встречаться с Нэнси Уилер и издевается над Джонатаном Байерсом, но позже начинает сожалеть об этом. Начиная со второго сезона, Стив стал играть более заметную роль в сюжете. Он расстаётся с Нэнси. Начинают развиваться его братские и дружеские отношения с Дастином; Стив становится защитником подростков. В третьем сезоне он работает в торговом центре «Старкорт» в магазинчике «Scoops Ahoy» с бывшей одноклассницей Робин Бакли, к которой позже у него возникают чувства, но она раскрывает, что является лесбиянкой. Стив, Робин, Дастин и Эрика (младшая сестра Лукаса) обнаруживают секретную советскую лабораторию под торговым центром. Группа помогает окончательно победить Истязателя Разума. Спустя три месяца после сражения Стив и Робин устраиваются на работу в видеомагазин Хоукинса.

### Билли Харгроув
Уильям «Билли» Харгроув (актёр — Дейкр Монтгомери) — сын Нила Харгроува, пасынок Сьюзен и сводный брат Макс. В детстве он подвергался физическому и психологическому насилию со стороны отца, в результате чего сам стал агрессором, особенно по отношению к сводной сестре. В третьем сезоне он невольно становится первым заражённым Истязателем Разума. Пытаясь найти Билли и Истязателя, Одиннадцать проникает в подсознание подростка и находит воспоминания о матери, с которой у Билли были близкие отношения. Однако она ушла из-за жестокого обращения его отца. Одиннадцать позже напоминает Билли о его матери, благодаря чему он освобождается от Истязателя и жертвует собой ради спасения Одиннадцать. Перед смертью он просит прощения у Макс.

### Боб Ньюби
Боб Ньюби (актёр — Шон Эстин) — бывший одноклассник Джойс и Хоппера, который управляет радиостанцией Хоукинса и становится парнем Джойс во втором сезоне, что вызывает молчаливое неприятие Хоппера. Во время сражения с Демогоргонами в лаборатории Хоукинса Боб вызвался сбросить питание, перезапустить систему и открыть двери. После этого на него напали Демогоргоны и убили на глазах у потрясённой Джойс.

### Сэм Оуэнс
Доктор Сэм Оуэнс (актёр — Пол Райзер) — руководитель Министерства энергетики США, который сменил Бреннера на посту главы лаборатории Хоукинса. Оуэнс так же предан научным исследованиям и упрям, как и его предшественник, но гораздо более чутко относится к работникам лаборатории, и по своей натуре он добрый человек. Оуэнс помогает Уиллу понять природу его провалов в памяти и появление новых воспоминаний после контакта с Истязателем Разума. Он покидает свой пост в лаборатории Хоукинса после нападения на неё Демогоргонов «Изнанки». В конце второго сезона Оуэнс передаёт Хопперу свидетельство о рождении Одиннадцать, по которому та стала приёмной дочерью Джима. Оуэнс по просьбе Хоппера вместе с военными прибывает в Хоукинс в финале третьего сезона для разбирательства с последствиями уничтожения секретной советской лаборатории под городом. В четвёртом сезоне он пошёл на сделку с совестью, чтобы вернуть способности Одиннадцать; ему пришлось привлечь к работе Бреннера, при этом он самолично следил за проектом, чтобы с ней ничего плохого не случилось. После удачного возвращения способностей Одиннадцатой, собирался вместе с ней вернуться в Хоукинс, но из-за подставы Бреннера, которого убили, попал в плен.

### Робин Бакли
Робин Бакли (актриса — Майя Хоук) — девушка, которая работает вместе со Стивом в Scoops Ahoy, кафе-мороженом торгового центра «Старкорт». Робин саркастична и постоянно дразнит Стива по поводу его неспособности флиртовать с девушками. Она помогает Стиву и Дастину расшифровать русское радиосообщение и находит секретную советскую базу под торговым центром вместе со Стивом, Дастином и Эрикой. Робин свободно владеет четырьмя языками: английским, испанским, французским и итальянским. Изначально она говорила, что была одержима Стивом в старшей школе, но из-за влияния сыворотки правды, введённой советскими учёными, раскрывает Стиву, что она лесбиянка. В четвёртом сезоне Робин заводит дружбу с Нэнси и они отправляются на поиски информации про Векну.
Узнав немного больше, они возвращаются к друзьям что бы сообщить о том, что им удалось разузнать.

### Эрика Синклер
Эрика Синклер (актриса — Приа Фергюсон) — 10-летняя младшая сестра Лукаса. Эрика очень язвительна, нахальна и часто думает о своём старшем брате и его друзьях как о ботаниках. Она также умна, храбра и добра сердцем. Эрика помогает Дастину, Стиву и Робин проникнуть на секретную советскую базу под торговым центром «Старкорт». Во время этого Дастин убеждает Эрику, что она такой же ботаник, как и они, и что она должна принять это. В конце третьего сезона Майк, Лукас и Дастин отдают ей руководства Уилла по игре «Подземелья и драконы».

### Мюррей Бауман
Мюррей Бауман (актёр — Бретт Гельман) — частный детектив и создатель теорий заговора, нанятый для расследования исчезновения Барбары Холланд. Во втором сезоне он помогает Нэнси и Джонатану в их миссии по закрытию Национальной лаборатории Хоукинса. В третьем сезоне он помогает Джойс и Хопперу проникнуть на секретную советскую подземную базу в торговом центре «Старкорт». Мюррей свободно владеет русским языком, хоть и с сильным акцентом. Получил чёрный пояс по карате, что очень сильно помогло ему вырубить несколько солдат в одиночку. В четвёртом сезоне вместе с Джойс спас Хоппера из советской тюрьмы.

### Аргайл
Аргайл (актёр — Эдуардо Франко) — друг Джонатана из Калифорнии, который работает доставщиком пиццы. Аргайл спасает Джонатана, Уилла и Майка от солдат армии США, которые нападают на их дом в поисках Одиннадцати, и присоединяется к мальчикам в попытке найти ее.

### Эдди Мансон
Эдди Мансон (актёр — Джозеф Куинн) — эксцентричный ученик старшей школы Хоукинса и президент «Клуба адского пламени», посвящённого Dungeons & Dragons. Эдди старше большинства своих сокурсников, так как он был вынужден остаться в старшей школе ещё на несколько лет после того, как не смог пройти курсы, необходимые для её окончания. Продавая наркотики Крисси, Эдди становится свидетелем того, как Векна убивает Крисси. Понимая, что власти не поверят его рассказу, Эдди сбегает, и позже его находят Дастин, Стив, Макс и Робин, которые рассказывают ему про существование Изнанки. Местная полиция называет Эдди своим главным подозреваемым в убийствах Векны, а школьная баскетбольная команда во главе с парнем Крисси Джейсоном пытается выследить его, причём Джейсон полагает, что Эдди возглавляет сатанинский культ. Трагически погибает в конце Четвёртого сезона, пожертвовав собой.

## Существа «Изнанки»

### Истязатель Разума
Злобная нематериальная сущность, обитающая в «Изнанке», где каждое живое существо в этой реальности служит продолжением разума-улья Истязателя Разума и действует в соответствии с желанием сущности распространиться на Землю. События первого сезона позволили Истязателю Разума тайно проникнуть в Хоукинс через Уилла Байерса, который был заражён во время своего пребывания в «Изнанке» и неосознанно принёс с собой инкубированных Демогоргонов.
Во втором сезоне существование Истязателя Разума было раскрыто, когда посредством видений он проник в сознание Уилла. Одиннадцать удалось закрыть врата, однако после «изгнания» из Уилла части Истязателя удалось спастись на сталелитейном заводе. Во время событий третьего сезона новые врата, открытые советскими учёными, позволили Истязателю Разума начать заражение и поглощение жителей Хоукинса. Истязателю почти удалось убить Одиннадцать, но Джойс и Хоппер взорвали новый портал, что окончательно уничтожило Истязателя.

### Векна
Векна (актёр — Джейми Кэмпбелл Бауэр) — гуманоидное существо Изнанки, которого Дастин назвал «генералом» Истязателя Разума. Ребята назвали существо «Векна» из-за его способности накладывать заклинания и иллюзии через брешь между мирами и последующего жестокого убийства жертвы. Векне нравятся пауки, и его «паутина» пронизывает всю Изнанку. Хотя он называет себя «добрым хищником», он черпает силу, убивая других, и после убийств в ткани реальности остаются небольшие порталы — именно то, что нужно Истязателю Разума для попадания в мир людей.
В конце концов выясняется, что Векна — это Генри Крил, сын Виктора Крила, который родился с телепатическими способностями. Генри вырос с глубоко человеконенавистническим взглядом после того, как в детстве подвергался остракизму. В 1950-х годах он терроризировал и убил свою мать и сестру в доме своей семьи, используя свои силы, но из-за напряжения он впал в кому, а его отец был арестован за убийства и помещён в психиатрическую больницу. Генри был передан на попечение доктора Бреннера, который сделал его подопытным 001 в своих экспериментах над детьми, рождёнными со сверхчеловеческими способностями. Став взрослым, Генри был назначен санитаром в лаборатории Хоукинса, чтобы помогать наблюдать за экспериментами Бреннера над рядом детей со сверхспособностями, включая Одиннадцать. Бреннер поместил имплантат в шею Генри, который подавил его силы. Генри подружился с Одиннадцатью после того, как она столкнулась с остракизмом со стороны других детей, и указал ей, что она и остальные обитатели лаборатории были заключёнными. Сочувствуя тяжёлому положению Генри после того, как он стал свидетелем того, как Бреннер наказал его, Одиннадцать уничтожила его имплантат, восстановив его силы. Генри убил всех остальных детей и большую часть персонала лаборатории и попытался убить Одиннадцать после того, как она отказалась участвовать в его миссии по искоренению человечества. Одиннадцать одолела Генри и отправила его в Изнанку, превратив его в Векну. В 9 серии четвёртого сезона выяснилось, что за всеми происшествиями в Хоукинсе, связанными с Изнанкой, стоял Векна. Также в 9 серии четвёртого сезона Стив, Ненси и Робин поджигают его самодельный взрывчаткой, а Одиннадцать «одолевает» его в Изнанке, хотя в финале выясняется, что он все ещё жив, так как у Уилла осталась связь с Изнанкой и он способен чувствовать Векну.

### Демогоргоны
Хищные, кровожадные и жестокие существа «Изнанки», которые служат первоначальной силой вторжения Истязателя Разума. Демогоргоны рождаются похожими на слизней, которые попадают в тело жертвы, превращаются в существо, похожее на головастика, и постепенно линяют, прежде чем полностью повзрослеть. Взрослый Демогоргон, роль которого исполнил Марк Стегер, появляется после того, как в Хоукинсе случайно открылись врата в «Изнанку». Хотя этот Демогоргон в конечном итоге был уничтожен, похищение Уилла Байерса позволило Истязателю Разума выпустить рой молодых Демогоргонов на Хоукинс. Но после закрытия портала они погибли из-за разрыва связи с Истязателем.
Демогоргон вновь появляется в 4-м сезоне, когда в советской тюрьме на Камчатке его выпускают на бой с заключёнными, одним из которых является Хоппер. Позже в тюремной лаборатории оказывается множество других демогоргонов, которых Хопперу с Джойс и Мюрреем удаётся уничтожить.

### Армия Истязателя
Термин, обозначающий землян, телами которых завладел Истязатель Разума. Уилл Байерс стал первым подобным существом во втором сезоне, пока часть Истязателя не была «изгнана» из его тела. Этот фрагмент сущности Истязателя позже начал вселяться в крыс и, в конечном счёте, в людей во время событий третьего сезона: жертвы поедали токсичные химикаты, которые помогали создавать материальное тело Истязателя для убийства Одиннадцать.

## Второстепенные персонажи
Ниже приведён список второстепенных персонажей, которые появлялись на протяжении всего сериала. Персонажи перечислены в том порядке, в котором они появлялись.

### Представленные в первом сезоне
- Джо Крест — Тед Уилер, муж Карен, отец Нэнси, Майка и малышки Холли[19]. Он часто не ладит со своими детьми и не откликается на эмоциональные потребности своей жены. Тед часто спит в кресле с откидной спинкой.
- Энистон и Тинсли Прайс — Холли Уилер, дочь Карен и Теда, младшая сестра Нэнси и Майка. Хотя Холли не помогает своим брату и сестре, она в какой-то степени осознаёт, что в Хоукинсе что-то происходит.
- Рэнди Хейвенс — Скотт Кларк, школьный учитель Майка, Лукаса и Дастина. Он поощряет их интерес к науке и технике и помогает им при необходимости[20].
- Роб Морган — Кэлвин Пауэлл, один из полицейских, подчинённый Хоппера.
- Джон Пол Рейнольдс — Фил Каллахан, ещё один подчинённый Хоппера в полицейском участке[19]. Далеко не такой серьёзный, как Пауэлл.
- Сьюзан Шалхуб Ларкин — Флоренс («Фло»), секретарша полицейского участка Хоукинса[21]. Она заботится о здоровье Хоппера.
- Шеннон Пёрсер — Барбара «Барб» Холланд, интроверт и лучшая подруга Нэнси Уилер. Барбару беспокоит, что её дружба с Нэнси может оказаться под угрозой из-за отношений Нэнси со Стивом[22]. Барбара становится одной из первых жертв Демогоргона.
- Росс Партридж[англ.] — Лонни Байерс[23], бывший муж Джойс Байерс и биологический отец Джонатана и Уилла. У него есть гораздо более молодая девушка по имени Синтия, которая по признанию Джойс далеко не первая. По натуре достаточно мерзкий и жадный человек, бросил семью из-за любовницы и не объявлялся несколько лет, пока не пропал Уилл. Сделал вид, что вернулся для моральной поддержки, а на самом деле, чтобы украсть причитающуюся денежную компенсацию Джойс за потерю сына, но был раскрыт и выгнан. Больше в сериале ни разу не появлялся.
- Кэтрин Дайер — Конни Фрейзер[24], охранница Бреннера из Министерства энергетики США, которая беспрекословно подчиняется его приказам, даже если эти приказы связаны с убийством тех, кто общался с Одиннадцать. В итоге в конце первого сезона её убивает Одиннадцать.
- Тобиаш Элинек — ведущий агент Национальной лаборатории Хоукинса, который помогает Бреннеру[25].
- Пейтон Уич — Трой Уолш, школьный хулиган, который издевается над Майком, Лукасом и Дастином[26]. После публичного унижения со стороны Одиннадцать и попытки отомстить Майку Трой больше не появляется в сериале после первого сезона. Связанный с сериалом комикс «Хулиган» раскрывает, что после событий первого сезона Трой со своей семьёй переехал в другой город. Вызывающее поведения мальчика стало результатом воспитания отца, который поощрял своего сына на злые и безжалостные поступки. В комиксе Трой начинает меняться к лучшему и в итоге раскаивается в своих поступках, узнав, что его отца уволили с работы за плохое отношение и отказ извиниться.
- Кейд Джонс — Джеймс Данте, школьный хулиган, приспешник Троя[26]. Связанный с сериалом комикс «Хулиган» раскрывает,, что Джеймс устал от постоянных команд и поведения Троя. Перед отъездом из Хоукинса Трой извинился перед Джеймсом. В настоящее время Джеймс живёт в Хоукинсе.
- Честер Рашинг — Томми Х., бывший друг Стива и парень Кэрол[27]. Томми — хулиган, который упивается своей популярностью. Во втором сезоне он становится приспешником Билли Харгроува. Стив кратко упоминает Томми в третьем сезоне.
- Челси Талмедж — Кэрол Перкинс, девушка Томми и бывшая подруга Стива[28]. Как и её парень, Кэрол сделает всё, чтобы обеспечить свою популярность.
- Эйми Маллинз — Терри Айвз, биологическая мать Джейн / Одиннадцать; девочку забрали у матери вскоре после родов. Терри пыталась найти и забрать дочь, однако учёные во главе Бреннером провели ей электрошоковые процедуры на головном мозге, из-за чего она начала испытывать проблемы с психическим здоровьем[29].
- Эми Сайметц — Бекки Айвз, сестра Терри, которая заботится о ней[30].

### Представленные во втором сезоне
- Линни Бертелсен — Кали / Восемь, молодая девушка со способностями к манипулированию иллюзиями, которая вместе с Одиннадцать подвергалась экспериментам в лаборатории Хоукинса, но позже сумела сбежать[14][31] .
  - Ванати Калай Партибан — маленькая Кали в Радужной комнате в лаборатории Хоукинса.
- Кэтрин Кёртин — Клаудия Хендерсон, милая и заботливая, но часто невежественная мать Дастина[32].
- Карен Сисей — Сью Синклер, мать Лукаса и Эрики[33].
- Арнелл Пауэлл — Чарльз Синклер, отец Лукаса и Эрики[33].
- Дженнифер Маршалл — Сьюзен Харгроув, мать Макс, мачеха Билли и жена Нила. Несмотря на жестокость и эгоизм своего нового мужа Нила, она проявляет доброту и заботу к Билли[34].

### Представленные в третьем сезоне
- Алек Утгофф — доктор Алексей, советский учёный, который работал в секретной советской лаборатории под Хоукинсом, чтобы открыть портал в «Изнанку». Позже его похищают Хоппер (который называет его «Смирнофф») и Джойс Байерс для получения информации об исследованиях. Находясь с ними в бегах, он проникается симпатией к американской культуре. У Алексея завязывается тесная дружба с Мюрреем. В конце третьего сезона Григорий убивает Алексея за предательство.
- Андрей Ивченко — Григорий, советский наёмный убийца и силовое прикрытие для учёных, работающих под Хоукинсом. В конце третьего сезона Хоппер убивает Григория.
- Майкл Парк[англ.] — Том Холлоуэй, главный редактор газеты «Hawkins Post» и отец Хизер[35]. Его телом завладевает Истязатель Разума. Джонатан убивает его, и труп Тома сливается с трупом Брюса Лоу, превращаясь в ужасного членистоногого монстра.
- Франческа Рил[англ.] — Хизер Холлоуэй, дочь Тома и популярная спасательница в общественном бассейне Хоукинса, телом которой овладевает Истязатель Разума[36].
- Джейк Бьюзи — Брюс Лоу, журналист газеты «Hawkins Post», который регулярно издевается над Нэнси из-за её пола[37]. Его телом завладевает Истязатель Разума. Нэнси забивает Брюса до смерти огнетушителем после того, как он нападает на неё; затем его труп сливается с трупом Тома, превращаясь в ужасного членистоногого монстра.
- Кэри Элвес — мэр Ларри Клайн, коррумпированный политик, которого шантажируют, заставляя работать на русских[37]. Многократно себя скомпромитировал. Будущи женатым, спит со своей секретаршей, помимо этого попадался на употреблении наркотиков и кражей из бюджета города. Пытался любыми способами сохранить свою должность. Шантажировал Хоппера потерей работы, но тот в ответ на это сломал ему нос. В финале третьего сезона, стараниями Оуэнса был снят с должности и отправлен в тюрьму за преступления против родины.
- Пегги Майли — Дорис Дрисколл, пожилая жительница Хоукинса, которую навещают Джонатан и Нэнси во время расследования одной из историй. Её телом овладевает Истязатель Разума.
- Габриэлла Пиццоло[англ.] — Сьюзи, девушка Дастина, которая познакомилась с ним в летнем научном лагере. Она живёт в Солт-Лейк-Сити и общается с Дастином по радио.

### Представленные в четвёртом сезоне
- Мейсон Дай[англ.] — Джейсон Карвер, капитан баскетбольной команды старшей школы Хоукинса, парень Крисси Каннингем. После смерти Крисси он ведёт свою команду на охоту за Эдди, которого считает убийцей и лидером сатанинского культа. Психически неуравновешанный, своей одержимостью мести избил и даже убил несколько человек. Он стал главным виновником в произошедшем с Макс, разбив её плеер лишил возможности вывести её из транса, а потом избил и собирался убить Лукаса и его сестру, но тот впав в ярость избил Джейсона в ответ и выкинул его из окна. Погиб при землетрясении.
- Майлз Труитт — Патрик МакКинни, игрок баскетбольной команды старшей школы Хоукинса. Третья жертва Векны.
- Шерман Огастес — Джек Салливан, подполковник армии США, который ведёт розыск Оди, считая её ответственной за последнюю серию убийств в Хоукинсе.
- Том Влашиха — Дмитрий Антонов, тюремный надзиратель на Камчатке, которого Хоппер подкупает, чтобы обеспечить себе свободу. Из-за подставы Юрия сам стал заключённым, но смог сбежать вместе с Хоппером, Джойс и Мюрреем.
- Вайдотас Мартинайтис — Мельников, начальник тюрьмы на Камчатке.
- Никола Джуричко — Юрий Измайлов, связной Антонова, которому он поручает встретиться с Джойс и Мюрреем на Аляске. Он предаёт Антонова и решает передать Джойс и Мюррея в плен в надежде на более высокую прибыль, но в результате сам попадает в плен Мюррея и Джойс. Дмитрий смог достучаться до его совести и в финале именно он увозит Джойс, Хоппера и Мюррея обратно в Америку.
- Николай Николаев — Иван, охранник на Камчатке.
- Павел Лычников — Олег, заключённый на Камчатке.

## Эпизодические персонажи
Ниже приведён дополнительный список эпизодических персонажей, которые сыграли менее значимые роли, значительные эпизодические роли или появились в сериале несколько раз. Персонажи перечислены в том порядке, в котором они появились.

### Представленные в первом сезоне
- Крис Салливан — Бенни Хаммонд, владелец и шеф-повар «Benny’s Burgers» и друг Хоппера. Он заботится об Одиннадцать после её побега, но вскоре после этого его убивают[38][39].
- Тони Вон — Рассел Коулман, директор средней школы Хоукинса.
- Чарльз Лоулор — Дональд Мелвальд, владелец круглосуточного магазина, где работает Джойс Байерс.
- Хью Голуб — ведущий учёный лаборатории Хоукинса.
- Эндрю Бенатор — учёный из лаборатории Хоукинса[40].
- Пит Баррис — начальник службы безопасности лаборатории Хоукинса.
- Роберт Уокер-Браншо — агента лаборатории Хоукинса, который представляется ремонтником.
- Гленнеллен Андерсон — Николь, одноклассница Нэнси, Стива и Джонатана[41].
- Синтия Барретт — Марша Холланд, мать Барбары[33].
- Джерри Таббс — Диана Хоппер, бывшая жена Джима.
- Элль Грэм — Сара Хоппер, дочь Джима и Дианы, которая умерла от рака[42].

Исполнительный продюсер Шон Леви появляется с камео работника морга.

### Представленные во втором сезоне
- Кай Л. Грин — Фаншайн, член банды Кали. Кали считает его плюшевым мишкой, несмотря на его размеры и силу. Он самый старший в банде[32].
- Джеймс Лэндри Эбер — Аксель, агрессивный член банды Кали[32].
- Анна Джейкоби-Херон — Дотти, саркастичная участница банды Кали[32].
- Габриэль Мейден — Мик, наименее агрессивная участница банды Кали. Она является их водителем[32].
- Маделин Клайн — Тина, ученица средней школы Хоукинса, подруга Кэрол и Вики.
- Эбигейл Коуэн — Вики, ученицы средней школы Хоукинса, подруги Кэрол и Тины.
- Мэтти Кардаропл[англ.] — Кит, работник The Palace Arcade в 1984 году, спустя почти год работает в Family Video.
- Аарон Муньос — мистер Холланд, отец Барбары[33].
- Джо Дэвисон — техник в лаборатории Хоукинса[33].
- Пруитт Тейлор Винс — Рэй, техник лаборатории Хоукинса, который подверг мозг Терри Айвз воздействию электрического тока, что привело к ухудшению её психического состояния[32].
- Уилл Чейз — Нил Харгроув, отец Билли, отчим Макс и муж Сьюзен. Он очень жесток и подвергает своего сына словесному и физическому насилию[44]. После гибели сына ушёл от жены.

### Представленные в третьем сезоне
- Илья Словесник (Джон Водка) — генерал Степанов, генерал КГБ.
- Ясен Пеянков — советский учёный, работающий вместе с Алексеем.
- Георгий Касаев — советский офицер связи.
- Кэролайн Арапоглу — Винни Клайн, жены мэра Ларри Клайна[45].
- Элисса Брук — Кэндис, секретарша мэра Ларри Клайна и его любовница[46].
- Холли Моррис — Джанет Холлоуэй, жена Тома Холлоуэя и мать Хизер.
- Шантелл Д. Кристофер — секретарша в больнице Хоукинса.
- Миша Кузнецов — полковник Озеров, авторитетный и жестокий советский офицер.
- Артур Дарбинян — Жарков, советский учёный, работающий на полковника Озерова и специализирующийся на пытках пленных.
- Бет Рисграф — мать Билли Харгроува.

### Представленные в четвёртом сезоне
- Грейс Ван Дин — Крисси Каннингем, чирлидерша старшей школы Хоукинса, первая жертва Векны.
- Логан Райли Брунер — Фред Бенсон, коллега Нэнси по газете в старшей школе Хоукинса. Испытывает вину за участие в автокатастрофе со смертельным исходом. Вторая жертва Векны.
- Эмибет Макналти — Вики, ученица и участник оркестра старшей школы Хоукинса и любовное увлечения Робин. Бисексуалка. У неё был парень, которого она любила и долго с ним встречалась, но тот сбежал после событий с Векной и землетрясением в Хоукенсе, пояснив, что для него это перебор. Имеет симпатию к Робин.
- Регина Тинг Чен — мисс Келли, психолог старшей школы Хоукинса.
- Элоди Грейс Оркин — Анджела, популярная ученица средней школы Ленора в Калифорнии, которая издевается над Оди.
- Джоэль Штоффер[англ.] — Уэйн Мансон, дядя Эдди.
- Роберт Инглунд — Виктор Крилл, отец Генри, арестованный за убийство своей жены и дочери в 1950-х годах и с тех пор проведшего свою жизнь в психиатрической больнице. Крил утверждает, что его семья была убита демоном, не подозревая своего сына. Пытался покончить с собой вырезав себе глаза, но ему не позволили умереть.
  - Кевин Л. Джонсон — молодой Виктор Крил.
- Тайнер Рашинг — Вирджиния Крил, жена Виктора Крила.
- Ливи Берч — Элис Крил, дочь Крилов.
- Айра Амикс — Хармон, телохранитель, работающий на Оуэнса. Хармону вместе со своим напарником агентом Уоллесом было поручено защищать Джонатана Байерса, Уилла Байерса и Майка Уилера от военных. Погиб, защищая детей во время нападения на дом Байерсов.
- Кендрик Кросс[англ.] — Уоллес, телохранитель, работающий на Оуэнса. Уоллесу вместе со своим напарником агентом Харманом было поручено защищать Джонатана Байерса, Уилла Байерса и Майка Уилера от военных. Был ранен и взят в плен Салливаном, с целью узнать местонахождение Оди.
- Одри Холкомб — Иден Бингэм, готическая старшая сестра Сьюзи, которая нянчится с ней и остальными их братьями и сёстрами. Аргайл влюбляется в неё при первой встрече с ней, и позже Сьюзи, Майк, Уилл и Джонатан поймают их двоих вместе за курением марихуаны.